# 自動列車制御装置
自動列車制御装置（じどうれっしゃせいぎょそうち、ATC : Automatic Train Control）とは、鉄道における信号保安装置の一種である。
制限速度を運転士に現示で表示しながら、一定の速度を超えた場合に自動的にブレーキを制御して速度を落とすシステムであり、発進から加速して停止するまでを自動化した自動列車運転装置（ATO）とはシステムが異なる。ただし、鉄道の自動運転では自動列車運転装置（ATO）と組み合わせた一体化したシステムになっている場合もある。また、諸外国では、信号保安システムのATP（Automatic Train Protection）、自動運転システムのATO（Automatic Train Operation）、運行管理システムのATS（Automatic Train Supervision）をサブシステムとするシステムの総称を指すこともある。

## 保安装置としての自動列車制御装置
自動列車制御装置（ATC）は、他の列車との衝突や速度の超過を防ぐための保安装置として設置される。ATCは、最高速度を運転士に現示しながら、一定の制限速度を超えた場合に自動的にブレーキを制御して速度を落とすシステムである。先行列車に接近した場合は制限速度が下がり、さらに接近した場合は（ATSに例えると、次の閉塞内に列車が入っている場合）制限速度が0km/hになる。このためATC導入路線では線路上に信号機は設置されていない。
国鉄最初のATC導入例である新幹線の運転取扱に関する規程「新幹線運転取扱基準規程」では、「先行列車との間隔及び進路の条件に応じて、車内に列車の許容運転速度を示す信号を連続して現示し、その信号の現示に従って、列車の速度を自動作用により低下する機能をもった装置をいう」と定義されていた。

### 開発の経緯

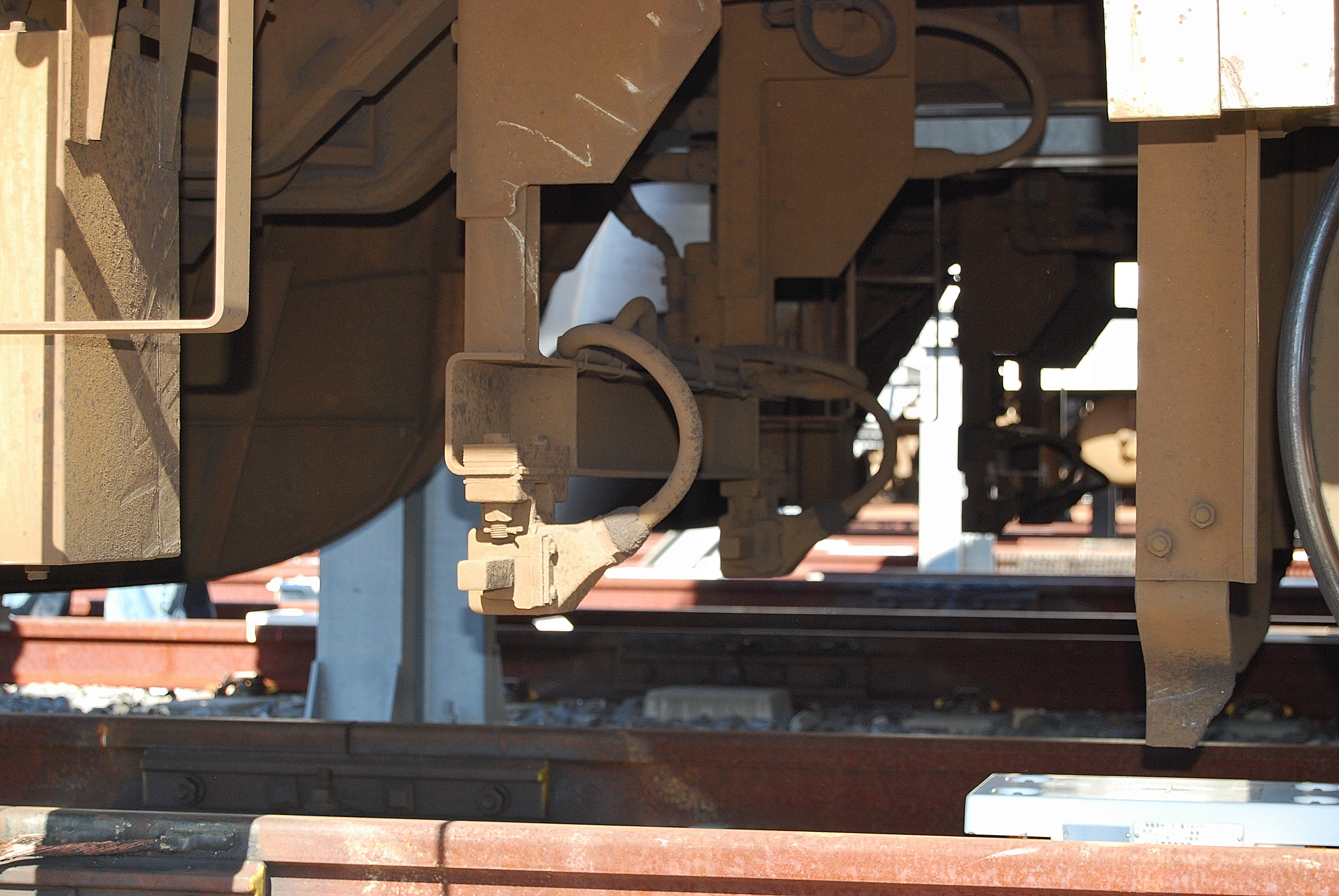
ATC受電器（首都圏新都市鉄道TX-1000系）

地上信号機による信号確認が困難であり、見落としの可能性がある新幹線などの高速鉄道、地下鉄、長大トンネル線区、普通鉄道での稠密線区などで使用されている信号システムである。
ATCの基本的なシステムは、以下の通り。
1. 各軌道回路（閉塞区間）[注釈 1] においてレールに、現時点での許容速度のATC信号電流（ATC信号波の変調周波数に変調[注釈 2] された搬送波の電流、ATC信号波の変調周波数と搬送波[注釈 3] はともに低い周波数 (AF) を使用している）を流す
2. その信号電流が発生する磁界（右ねじの法則）を車上側のATC受電器で連続受信（電磁誘導）する
3. 受信した許容速度の信号電流が接続箱[注釈 4] を経由してATC受信器に送られ、その許容速度を判別する
4. ATC受信器から、判別された最高速度の情報が運転台の速度計とATC制御器に送られる
5. 運転台の速度計にある車内信号機に、その時点の許容運転速度を示す車内信号が表示される
6. ATC制御器で、速度発電機[注釈 5] からの速度信号とATC受信器からの許容速度の情報が比較され、列車が車内信号の許容速度以上になると常用ブレーキが自動的に作動して、列車が車内信号の許容速度以下に戻れば常用ブレーキが自動的に解除される

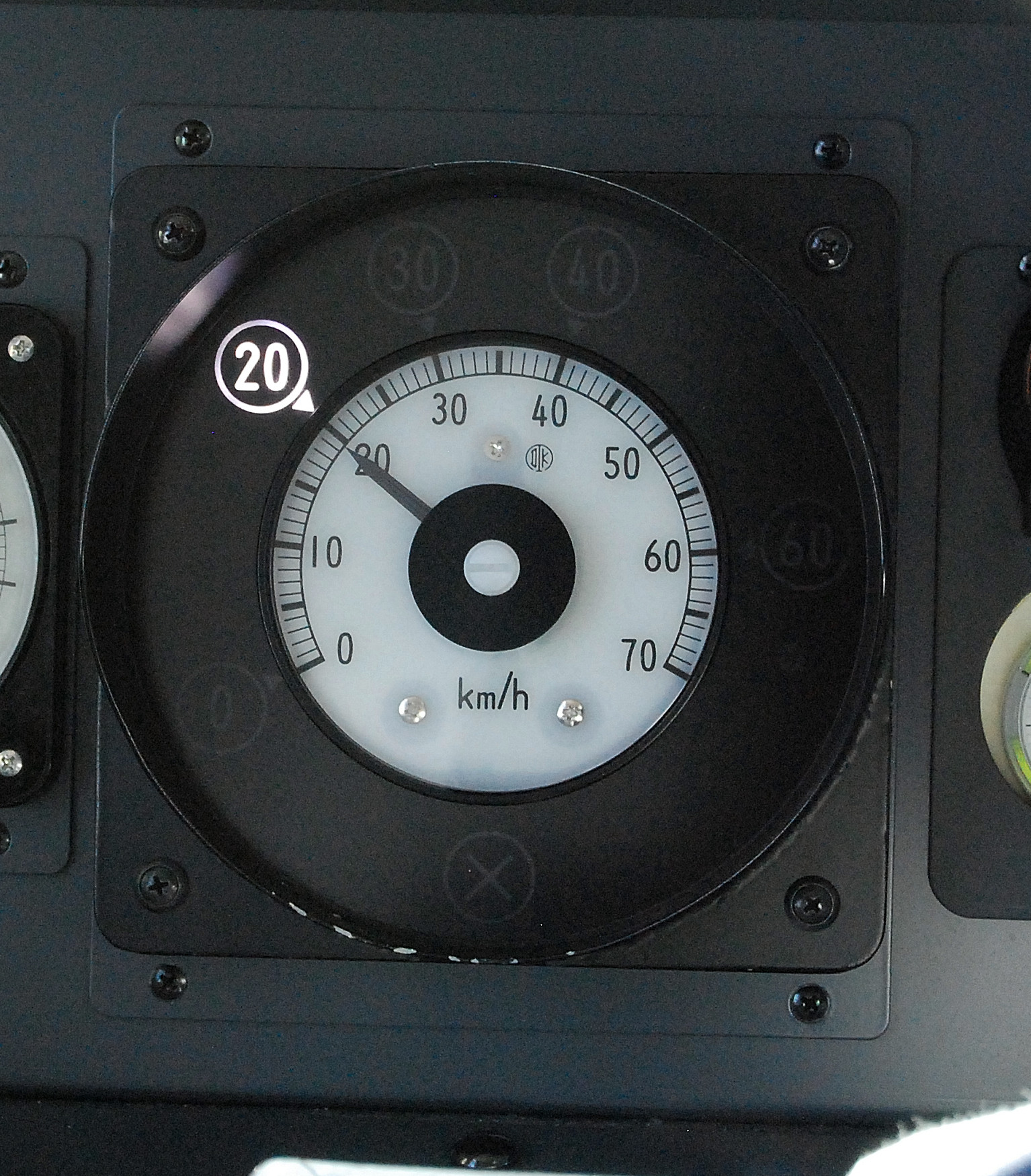
埼玉新都市交通伊奈線で使用されている多段ブレーキ制御方式のATCの車内信号機の表示。速度計の周囲に刻まれた信号現示が20 km/h信号を現示しているが、その他にも、表示されてはいないが×・0・30・40・60の表示が薄く見える。

日本の鉄道において、自動的にブレーキ制御を行うATCを最初に採用した鉄道は、1961年に開業した帝都高速度交通営団（現・東京地下鉄）日比谷線である。この日比谷線で採用されたATCは、それまでに開発された新技術をベースに連続照査や機械優先制御などの多くのATCが有する特徴を有する一方で、地上信号方式、確認（ブレーキ緩解）スイッチ、最高速度制限なしなど、当時の自動列車停止装置 (ATS) の特徴を引きずる折衷仕様となった。
ATCの標準的仕様である車内信号方式等を確立したのは、1964年（昭和39年）に開業した東海道新幹線である。新幹線は最高速度210 km/hでの営業運転を行うにあたり、高い安全性を備えた運転保安システムが要求された。高速運転中は地上に建植された信号機では確実な現認は難しく、また高速走行中に運転士が異常や錯誤に気づいて非常ブレーキをかけても、ブレーキを掛けてから完全停止するまでに走ってしまう「制動距離」は数kmに及ぶ。当時在来線で採用されていたATSのように、速度照査は行われず信号冒進などの異常事態が発生してから動作するというバックアップ装置では、高速走行かつ安全な運行を行うためには極めて不十分なシステムであった。
以上の理由により採用された自動列車保安装置はスピードシグナル の概念を基本として、車内信号閉塞方式 (CS-ATC: CabSignal-ATC) による速度信号現示を行い、信号現示より高い速度で運転されている場合には、自動的に速度を信号現示以下に減速させるシステムとなった。この思想がATCの基本となっている。またATCの車上装置の受信器の受信部と制御器の速度照査部の間は3重系となっており、3重系多数決論理により制御され、列車がある許容速度を超えてブレーキが掛かる場合には、その許容速度の信号電流が受信器の3つの受信部に送られ、そこで判別されたその許容速度の信号がリレー部 を介して制御器にある速度照査部の独立した3つのチャンネル に送られて、その3つのチャンネルが同じブレーキ指令を出した場合のみ ブレーキが掛かるようになっている。またATCの地上装置は各軌道回路に信号電流を流す機能の他に、列車位置検知機能も兼ねており、検知した位置情報を地上側の列車位置表示装置に送るとともに、その情報と各駅の連動装置とその他の外部条件を元に、地上装置により、列車が在線する軌道回路の後方区間に許容速度のATC信号を送信する。
運転台に現示（表示）される車内信号は、速度計の周囲に刻まれた車内信号機に速度表示を点灯させることで、列車がいる閉塞区間（軌道回路）の最高運転速度を運転士に表示する。その中で0と×の停止現示があるが、前者の方は許容信号あり、条件により停止現示を超えて列車を進行させることができるが、後者の方は絶対信号であり停止現示を超えて列車を進行させることができない。
地下鉄などに採用されたATC機能は当初、高速走行をしないため地上信号方式 (WS-ATC : WaysideSignal-ATC) が採用されたが、最近はこれらの鉄道でもCS-ATCに切り替わりつつある。またATCの軌道回路は鉄道の閉塞と同じく1つの軌道回路（閉塞区間）に1つの列車しか進入できないため、閉塞区間を識別する閉塞境界標識が線路脇に設置されており、鉄道信号機と同じく出発・場内・閉塞に分別され、さらに番号で区分して表示されている。閉塞区間での閉塞境界標識の表示は、閉塞信号機の表示と同じように、停車場の外方から第一閉塞、第二閉塞、第三閉塞…と続き、場内区間での閉塞境界標識の表示は、場内信号機の表示と同じように、停車場場内の最も遠い所から停車場に向かって第一場内、第二場内、第三場内…と続き、出発区間での閉塞境界標識の表示は、出発信号機の表示と同じように、停車場に最も近い所から外方に向かって第一出発、第二出発、第三出発…と区別されている。また、鉄道信号機のように、運転進路を表示する機能が無いため、普通鉄道においては、分岐の線路がある停車場の手前には、進路方向を表示する進路予告機、停車場の場内には、進路方向を表示する進路表示機が設置されており、その他にも、前方の信号機を視認しての予測運転ができないため、先行の閉塞区間の許容速度が現時点での許容速度より下位の場合には、軌道回路に流れる信号電流にその情報を付加して、車内信号機にその情報を予告として表示する前方制御予告情報がある。

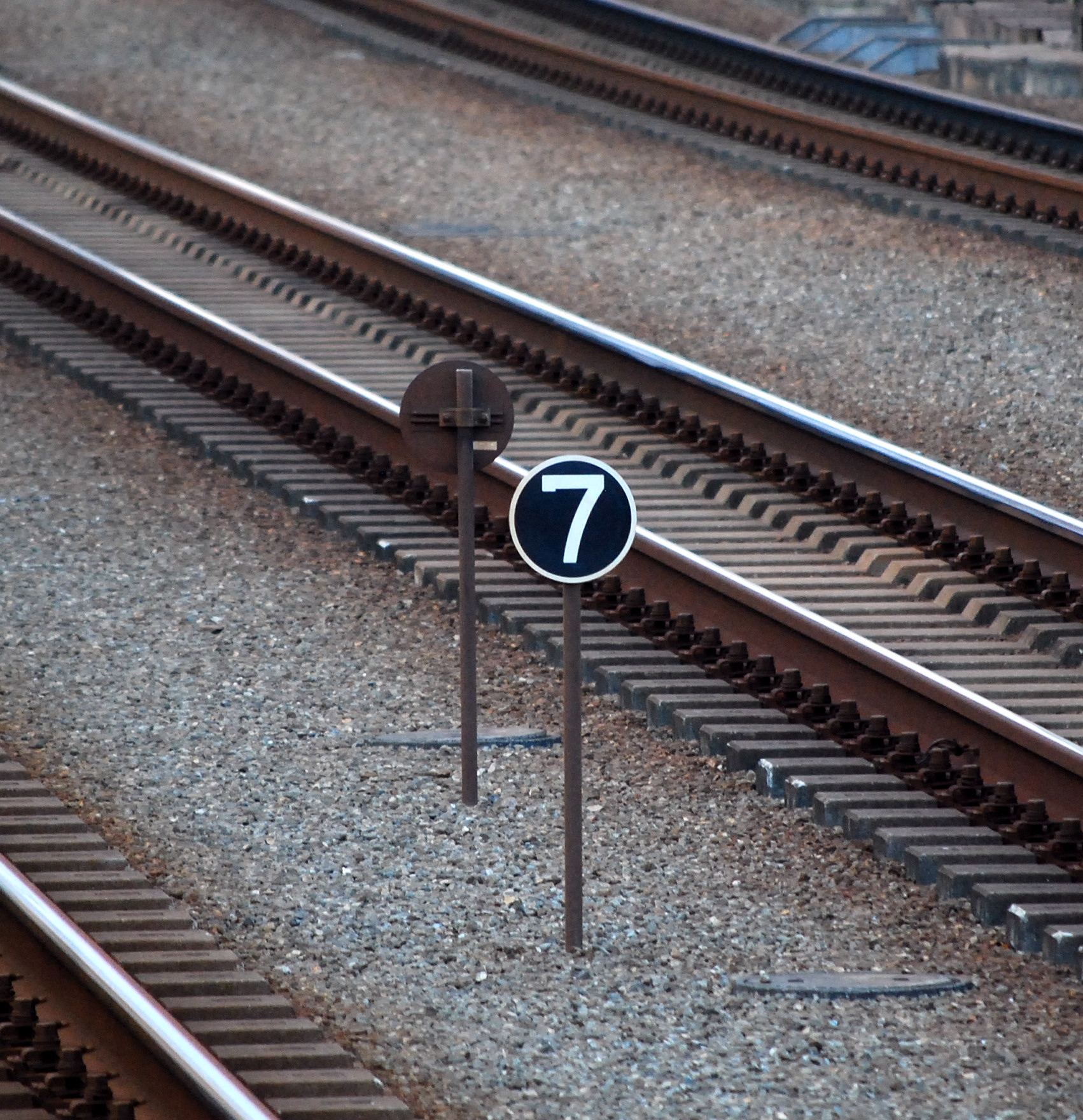
停車場間の閉塞区間での閉塞境界標識（先の停車場から七番目の軌道回路を示す）
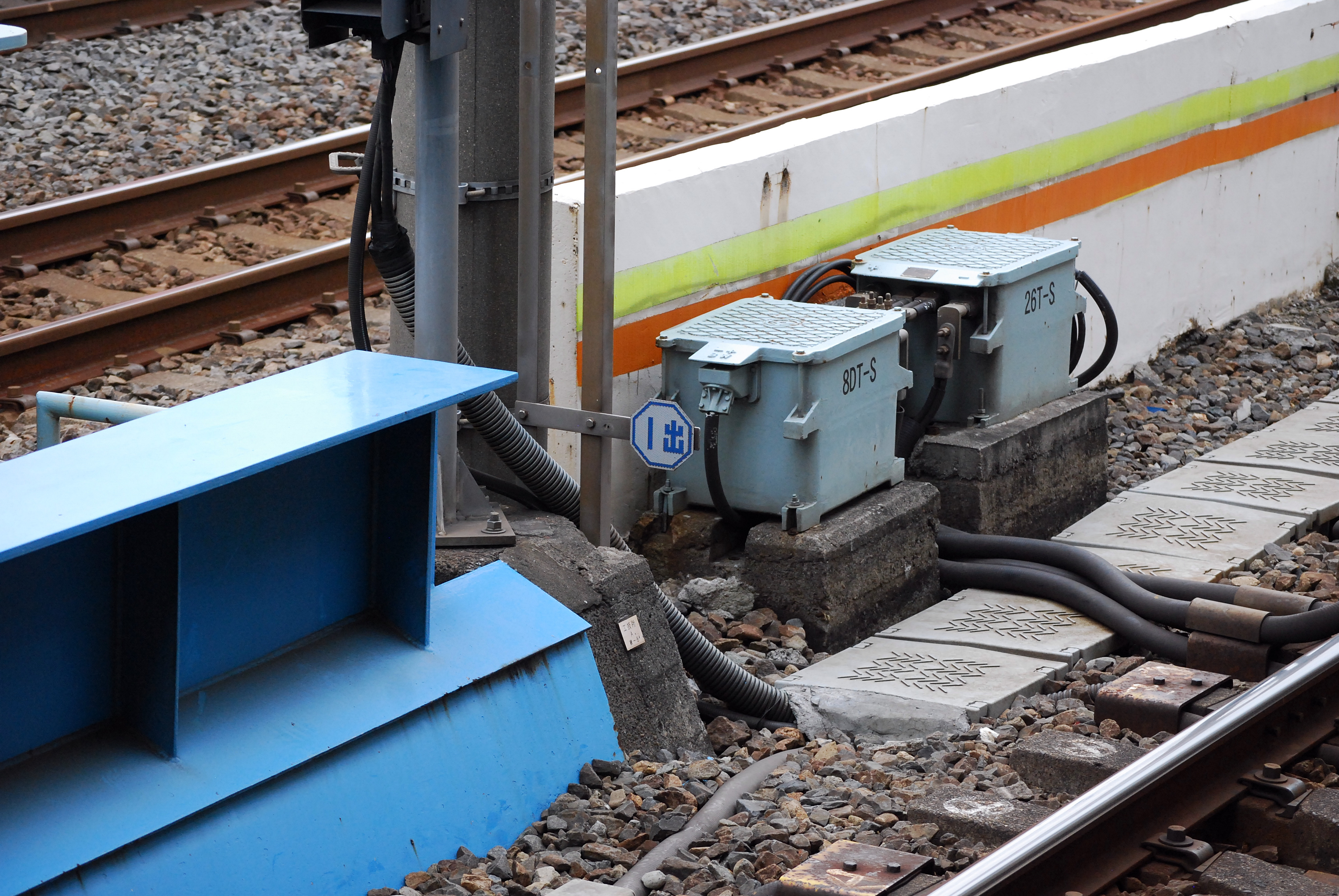
停車場の出発区間での閉塞境界標識（第一出発軌道回路を示す）
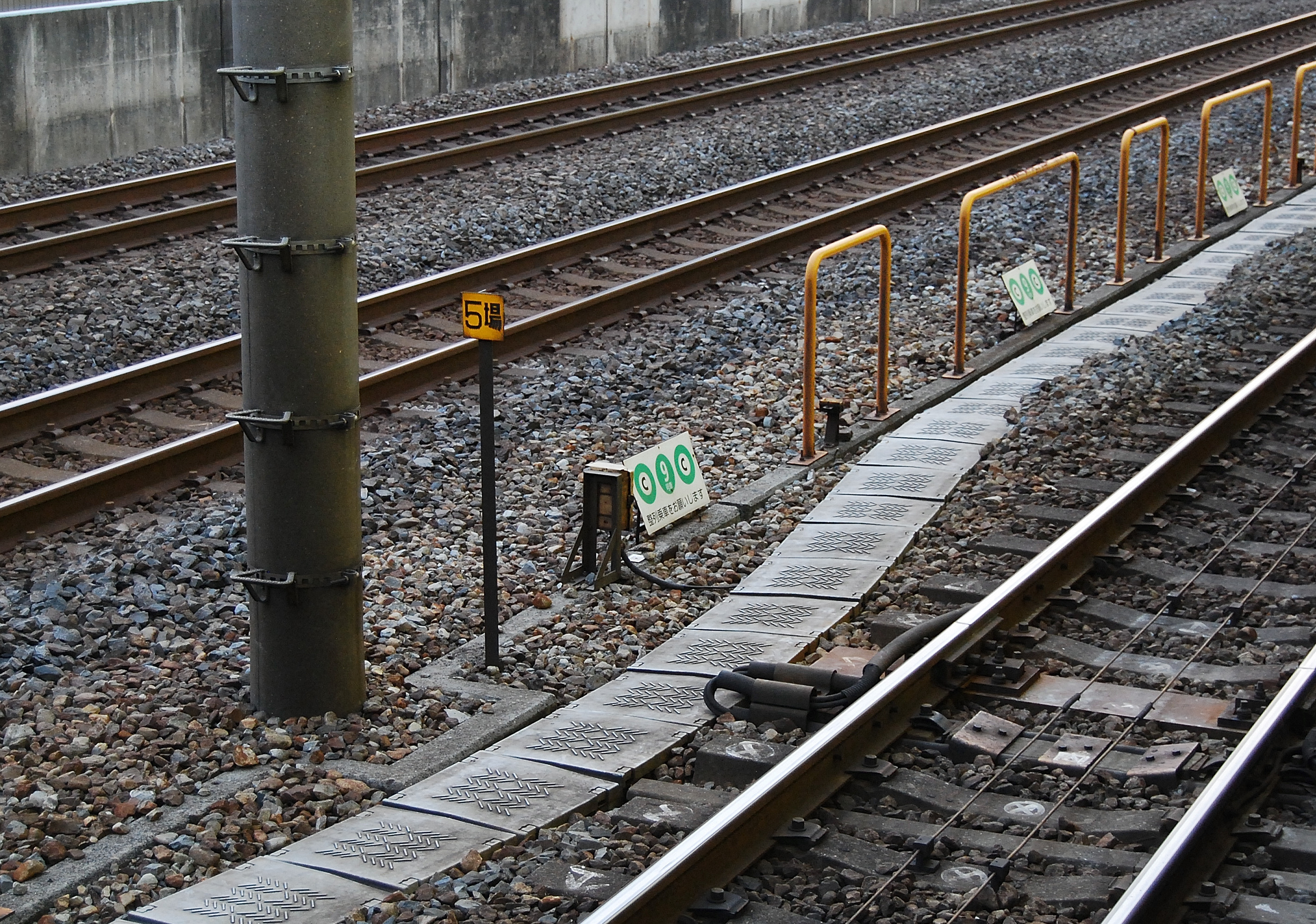
停車場の場内区間での閉塞境界標識（第五場内軌道回路を示す）
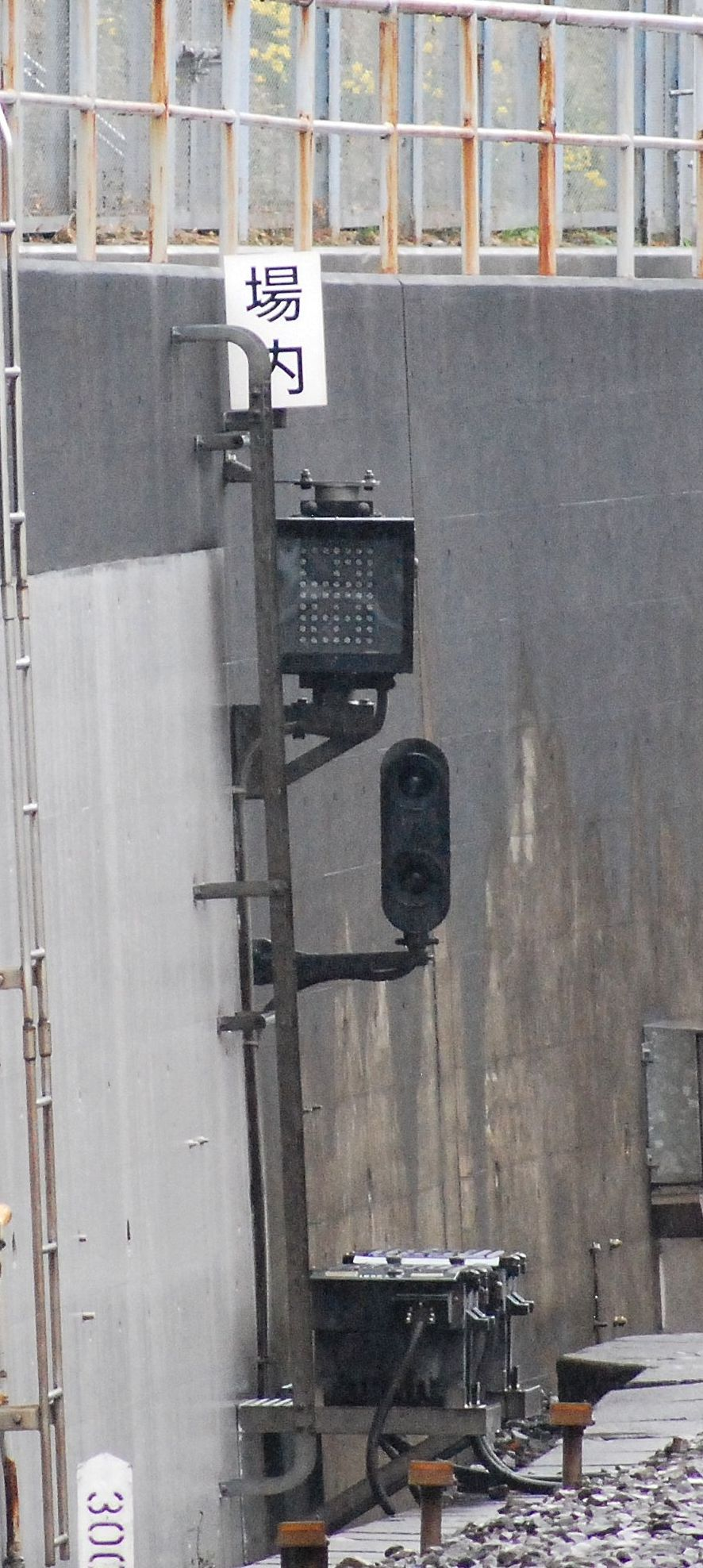
停車場の場内にある進路表示機、上にある標示板は閉塞境界標識（場内軌道回路を示す）
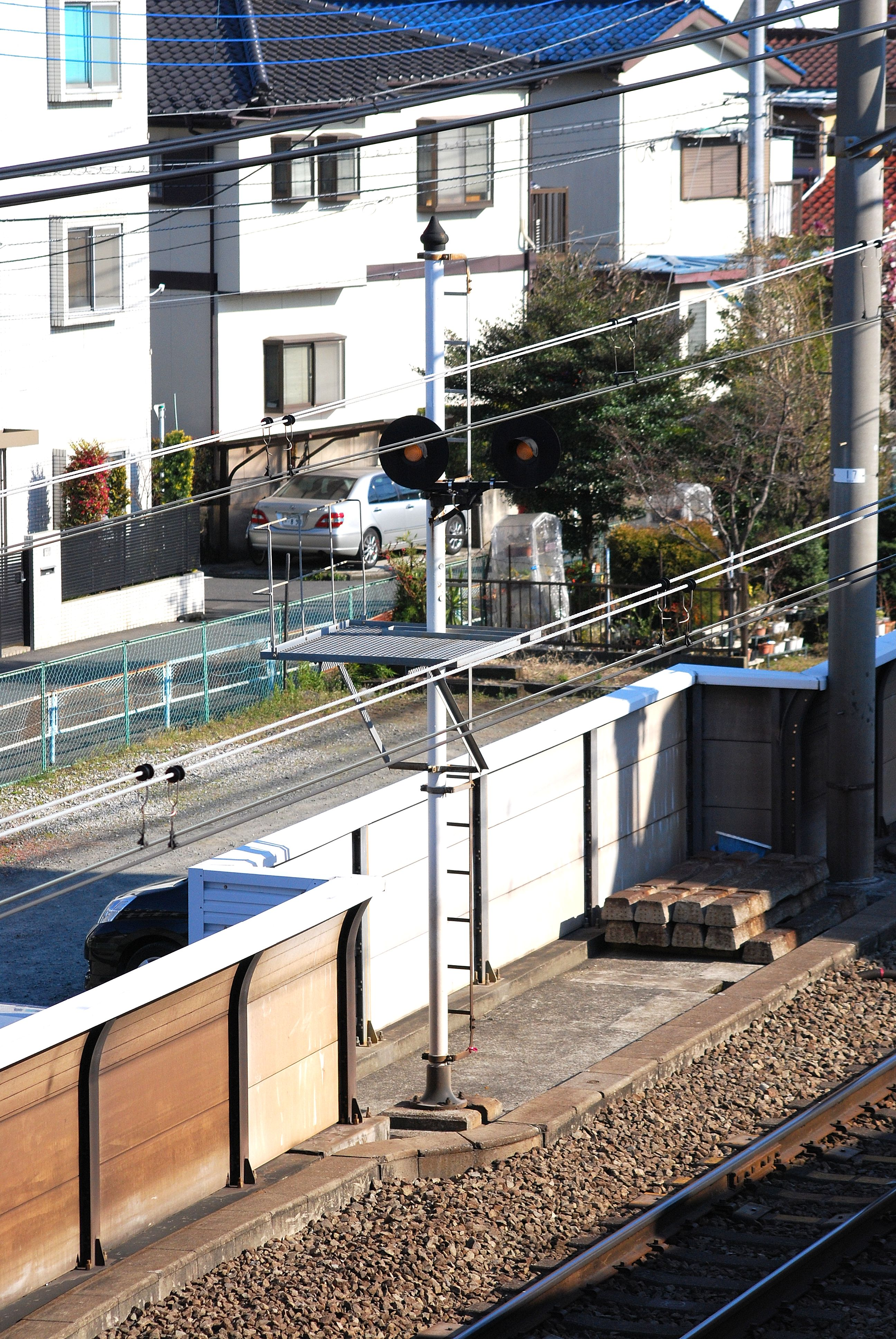
停車場の場内近くにある進路予告機

車内信号の現示変化の切替え音は当初、1音のチンベル（仏具でいう鈴（りん）やボクシング・プロレスでの試合開始合図であるゴングに似た音）であったが、近年の車両では電子音で「ピンポーン」という音が流れるタイプも存在する。

### 新しいATC
従来形のATCは、先行列車に後続列車が接近した際に、走行速度の下位の現示速度区間に進入した場合に常用最大ブレーキ（通常使うブレーキで最も効きが強いブレーキ）をかけ、走行速度が現示速度以下になると、自動的にブレーキを緩解（緩めること）することを繰り返して列車を停止させる多段ブレーキ制御方式であり、この方式では、停止すべき地点までに数回の常用最大ブレーキとブレーキ緩解が繰り返されしまう結果になる。このような動作は乗り心地悪化の原因であり、運転間隔短縮を実現する上での障害となってしまう。そこで現示速度区間（軌道回路）の長さを短くし、2周波組み合わせ方式により現示速度表示を多現示化して、列車が走行速度の下位の現示速度区間に進入し、走行速度がその現示速度以下になる前に、さらに下位の現示速度区間に列車が進入することを繰り返すことで、スムーズに列車を停止すべき地点に停止させる、1段ブレーキ制御方式のCS-ATCが東京急行電鉄の田園都市線で初めて導入された。その後、東横線や東京地下鉄の一部路線などでさらに改良されたATC（東急のATC-P、東京地下鉄の営団新CS-ATC）が使用され、JRグループでは同じ理由でデジタルATCが使用されはじめている。
| 多段式ブレーキ制御方式ATCのATCブレーキ動作のグラフ図縦軸は列車速度、横軸は距離、横軸下の数字は各軌道回路から発信される現示速度、黒の太線は現示速度による速度段、黒の細線はATCのブレーキによる列車の運転パターン、停止すべき地点までに、数回の常用最大ブレーキとブレーキ緩解が繰り返される。  |  | 一段式ブレーキ制御方式ATCのATCブレーキ動作のグラフ図現示速度区間（軌道回路）の長さを短くし、軌道回路から発信される現示速度を多現示化して、速度段を細かくすることにより、スムーズに列車を停止すべき地点に停止させる。  |
| 多段式ブレーキ制御方式ATCのATCブレーキ動作のグラフ図 縦軸は列車速度、横軸は距離、横軸下の数字は各軌道回路から発信される現示速度、黒の太線は現示速度による速度段、黒の細線はATCのブレーキによる列車の運転パターン、停止すべき地点までに、数回の常用最大ブレーキとブレーキ緩解が繰り返される。 |  | 一段式ブレーキ制御方式ATCのATCブレーキ動作のグラフ図 現示速度区間（軌道回路）の長さを短くし、軌道回路から発信される現示速度を多現示化して、速度段を細かくすることにより、スムーズに列車を停止すべき地点に停止させる。 |

### 国鉄形ATC（アナログ）
日本国有鉄道（国鉄）・JRグループの路線・車両にて採用されたATCには下記のような種類がある。呼び名は車上装置の形式であり、地上装置の形式とは異なる。他の鉄道事業者では呼び名が異なるので注意。

#### ATC-1型（東海道・山陽型）（消滅）

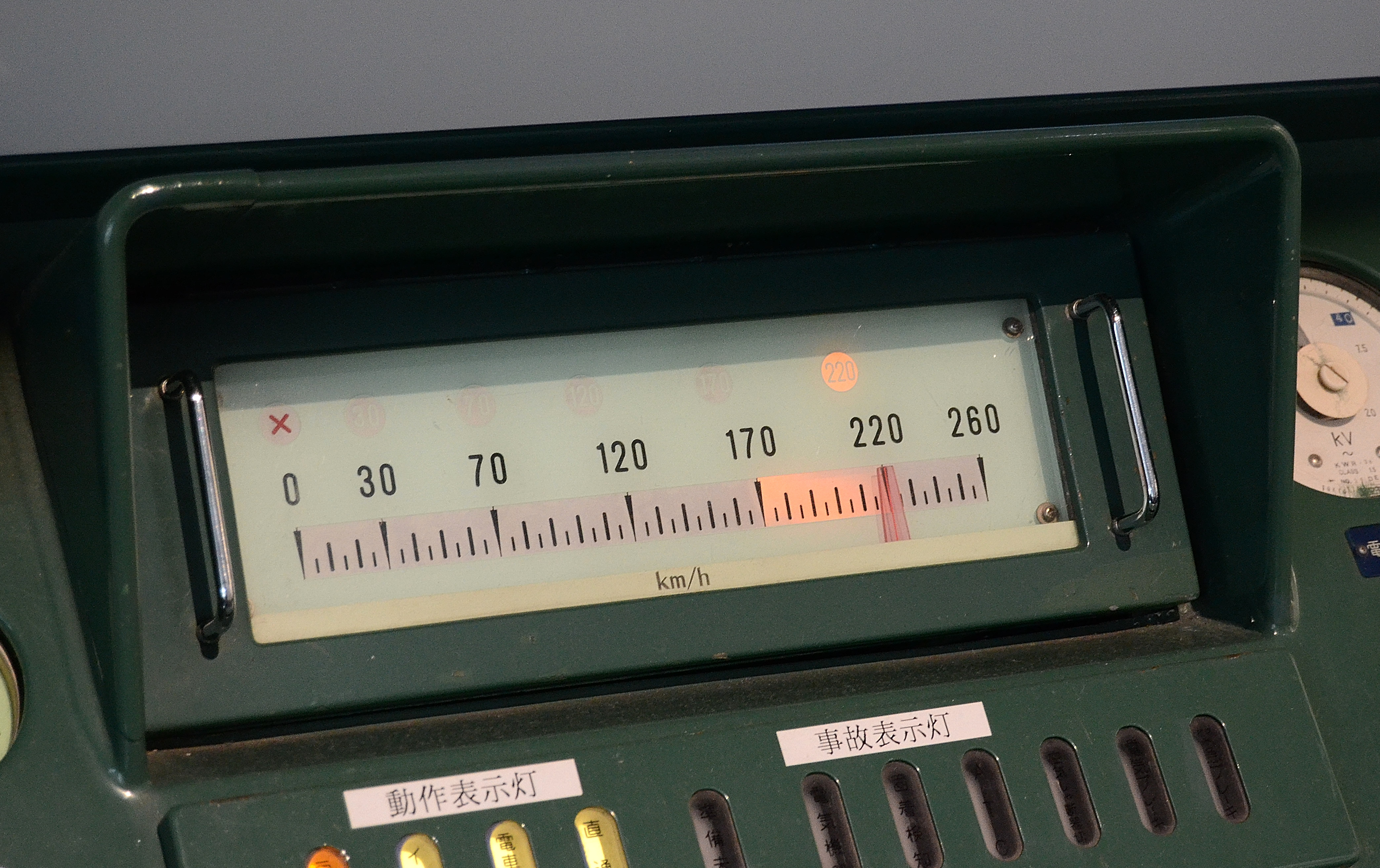
リニア・鉄道館で展示されている0系新幹線電車の運転席に設置されていた主速度計。
ATCの車内信号装置と一体化されており、下に速度計、上にATCの車内信号の指示速度が点灯する。
下の速度計は指示速度がATCの各車内信号の指示速度の間にある時には、その範囲が点灯するようになっている。

東海道新幹線開業時1964年に採用されたATCで、東海道新幹線は地上装置がATC-1A型とし、最高運転速度210 km/hとして設計され、続く山陽新幹線はATC-1B型とし、東海道より最高速度を上げた。信号現示は0・30・70・110・160・210で、すべて現示速度は抑止速度（実際に速度超過でブレーキが作動する速度）であった。このうち0信号は3つあり、軌道回路が30信号を発信し、先行区間に列車が存在する場合において、各軌道回路の境目から、約150 m手前に設置された地点検知の地上子 から発信されるP点信号を受信することにより作動する01（ゼロイチ）、先行区間進入などの無信号区間や各種機器の故障時等による02（ゼロニ）、添線ループコイルによる03（ゼロサン）があり、車上現示では区別が分からないが、01と02では確認扱いにより進行することができるが、03信号は絶対停止信号とも呼ばれ信号現示が変わらない限り進行することはできない。また、駅間で後続列車が先行列車に接近の場合には、地上側で先行列車までの速度信号を160・30・0 (01) で発信させ、停車での駅進入の場合には、同様に列車から駅までの速度信号を160・70・30・0 (03) で発信させることにより、ATCによる多段ブレーキ制御によって列車を自動的に減速させ、車両側の信号現示が30信号になり30 km/h以下になった場合、運転席にある確認ボタン押して確認扱いをすることにより、ATCのブレーキが緩解して、その後、ブレーキハンドルによる手動操作により列車を停止させる。もし、この確認ボタンの操作を怠るとATCのブレーキが作動したまま列車は停止する。また、ブレーキハンドルによる手動操作が行われなかった場合、先行列車に接近している時は、地点検知のP点の地上子から発信される01信号によって停止し、駅停車時では、出発進路の始端の外方（前方）に設置された、添線式停止制御軌道回路（ループコイル）が発信される03信号によって停止する。東海道新幹線大阪運転所脱線事故や品川基地出入場線本線合流部・新大阪駅構内の異常信号現示により、無信号時の混信における意図しない信号現示が問題になり保安度向上の必要性に迫られた。その後、保安度向上および最高速度アップに伴う現示追加のため、信号波を2周波組み合わせる方式に改良された（ATC-1D型、山陽ATC-1W）。東海道新幹線での最高現示速度は1986年の11月に220 km/h に1992年の300系登場後より270 km/hとなり、山陽新幹線では1997年の500系登場後より300 km/hとなり、信号現示は0・30・70・120・170・220・230・255・270・275・285・300 (km/h) となっていた。なお、220信号以上での抑止速度は現示速度+5 km/h（300のみ+3 km/h）であり、東北・上越・北陸新幹線とは考え方が異なる。東海道新幹線では2006年3月18日にデジタルATC (ATC-NS) へ更新され、山陽新幹線でも2017年2月19日にATC-NSへ更新された。これにより、新幹線からアナログATCは姿を消した。
| 先行列車に接近時におけるATC-1型のATCブレーキ動作のグラフ図（210 km/h運転時）。 縦軸は列車速度、横軸は距離、横軸下の数字は各軌道回路から発信される現示速度、黒の太線は現示速度による速度段、黒の細線はATCのブレーキによる列車の運転パターン、AはP点信号を発信する地点検知の地上子、Bは先行列車。赤の細線は、確認を扱わない場合のATCのブレーキによる列車の運転パターン。 この図では、確認扱い後、手動によるブレーキが行われなかった場合、地点検知の地上子のP点信号を受信してATCのブレーキが掛かった状態を表している。 |  | 駅に停車するまでにおけるATC-1型のATCブレーキ動作のグラフ図（210 km/h運転時）。 縦軸は列車速度、横軸は距離、横軸下の数字は各軌道回路から発信される現示速度、黒の太線は現示速度による速度段、黒の細線はATCのブレーキによる列車の運転パターン、Aが添線式停止制御軌道回路（ループコイル）、赤の細線は、確認を扱わない場合のATCのブレーキによる列車の運転パターン。 この図では、確認扱い後、手動によるブレーキ操作により、ループコイル手前の車両停止標識までに停車した状態を表している。 |
| 先行列車に接近時におけるATC-1型のATCブレーキ動作のグラフ図（210 km/h運転時）。 縦軸は列車速度、横軸は距離、横軸下の数字は各軌道回路から発信される現示速度、黒の太線は現示速度による速度段、黒の細線はATCのブレーキによる列車の運転パターン、AはP点信号を発信する地点検知の地上子、Bは先行列車。赤の細線は、確認を扱わない場合のATCのブレーキによる列車の運転パターン。 この図では、確認扱い後、手動によるブレーキが行われなかった場合、地点検知の地上子のP点信号を受信してATCのブレーキが掛かった状態を表している。 |  | 駅に停車するまでにおけるATC-1型のATCブレーキ動作のグラフ図（210 km/h運転時）。 縦軸は列車速度、横軸は距離、横軸下の数字は各軌道回路から発信される現示速度、黒の太線は現示速度による速度段、黒の細線はATCのブレーキによる列車の運転パターン、Aが添線式停止制御軌道回路（ループコイル）、赤の細線は、確認を扱わない場合のATCのブレーキによる列車の運転パターン。 この図では、確認扱い後、手動によるブレーキ操作により、ループコイル手前の車両停止標識までに停車した状態を表している。 |

#### ATC-2型（東北・上越型）（消滅）
東北・上越新幹線開業時には、東海道・山陽新幹線で実績のあるATC-1型をベースに、2周波組み合わせ方式化して保安度を向上するとともに将来の最高速度アップに伴う現示追加や電源周波数の50/60 Hz両用化で全国新幹線網に対応した上位互換の地上装置ATC-1D型が採用された。しかし車両形式が異なることから、車上装置はATC-2型とされ、以後は、車両形式にかかわらず、東海道・山陽新幹線用をATC-1 (D・W) 型、東北・上越新幹線・北陸新幹線用をATC-2型と呼称しているが、北陸新幹線用の地上装置はME（マイクロエレクトロニクス）技術を使用して装置の小型化を図ったATC-HS型が採用されている。当初の信号現示は、0・30・70・110・160・210・240 (km/h) で、後に260（北陸）、275（東北・上越）が追加された。また、0信号は4つになり、駅間で後続列車が先行列車に接近の場合には、地上側で先行列車までの速度信号を210・160・110・30・0 (01) で発信させ、停車での駅進入の場合には、同様に列車から駅までの速度信号を210・160・70・30・0 (03) で発信させることにより、ATCによる多段ブレーキ制御によって列車を自動的に減速させ、車両側の信号現示が30信号になり30 km/h以下になった場合、運転席にある確認ボタンを押して確認扱いをすることにより、ATCのブレーキが緩解して、その後、ブレーキハンドルによる手動操作により列車を停止させる。ATC-1型と同じく、確認ボタンの操作を怠るとATCのブレーキが作動したまま列車は停止する。ブレーキハンドルによる手動操作が行われなかった場合でも、先行列車に接近している時は、地点検知のP点の地上子から発信される01信号によって停止し、駅停車時では、出発進路の始端の外方（前方）に設置された、添線式停止制御軌道回路（ループコイル）が発信される03信号よって停止する。また、当初は200系の一部編成、その後E2系J編成・E3系にも拡大した高速対応車両は、一部区間において、トランスポンダを使用して240信号を読み替えることで275信号を現示する。なお、東北・上越・北陸新幹線においては、すべて現示速度=抑止速度である。現在は、東北・上越・北陸新幹線全線において既にデジタルATC (DS-ATC) へ更新されている。
| 先行列車に接近時におけるATC-2型のATCブレーキ動作のグラフ図（275 km/h運転時）。 縦軸は列車速度、横軸は距離、横軸下の数字は各軌道回路から発信される現示速度、黒の太線は現示速度による速度段、黒の細線はATCのブレーキによる列車の運転パターン、AはP点信号を発信する地点検知の地上子、Bは先行列車。赤の細線は、確認を扱わない場合のATCのブレーキによる列車の運転パターン。 この図では、確認扱い後、手動によるブレーキが行われなかった場合、地点検知の地上子のP点信号を受信してATCのブレーキが掛かった状態を表している。 |  | 駅に停車するまでにおけるATC-2型のATCブレーキ動作のグラフ図（275 km/h運転時）。 縦軸は列車速度、横軸は距離、横軸下の数字は各軌道回路から発信される現示速度、黒の太線は現示速度による速度段、黒の細線はATCのブレーキによる列車の運転パターン、Aが添線式停止制御軌道回路（ループコイル）、赤の細線は、確認を扱わない場合のATCのブレーキによる列車の運転パターン。 この図では、確認扱い後、手動によるブレーキ操作により、ループコイル手前の車両停止標識までに停車した状態を表している。 |
| 先行列車に接近時におけるATC-2型のATCブレーキ動作のグラフ図（275 km/h運転時）。 縦軸は列車速度、横軸は距離、横軸下の数字は各軌道回路から発信される現示速度、黒の太線は現示速度による速度段、黒の細線はATCのブレーキによる列車の運転パターン、AはP点信号を発信する地点検知の地上子、Bは先行列車。赤の細線は、確認を扱わない場合のATCのブレーキによる列車の運転パターン。 この図では、確認扱い後、手動によるブレーキが行われなかった場合、地点検知の地上子のP点信号を受信してATCのブレーキが掛かった状態を表している。 |  | 駅に停車するまでにおけるATC-2型のATCブレーキ動作のグラフ図（275 km/h運転時）。 縦軸は列車速度、横軸は距離、横軸下の数字は各軌道回路から発信される現示速度、黒の太線は現示速度による速度段、黒の細線はATCのブレーキによる列車の運転パターン、Aが添線式停止制御軌道回路（ループコイル）、赤の細線は、確認を扱わない場合のATCのブレーキによる列車の運転パターン。 この図では、確認扱い後、手動によるブレーキ操作により、ループコイル手前の車両停止標識までに停車した状態を表している。 |

#### ATC-3型
営団地下鉄東西線（当時）乗り入れ用の地上信号方式ATC（営団WS-ATC）で国鉄形式ではATC-3型と呼ばれる。1961年の営団地下鉄日比谷線（当時）開業に伴い日本初のATCとして採用されたものと同型である（日比谷線は2003年に新CS-ATCに切り替え）。乗り入れ相手先の区間で使用されるもので、国鉄区間では使用していない。同線に過去に乗り入れをしていた301系、103系1000・1200番台、E231系800番台にはATC-3型車上装置が搭載されていた。乗り入れ先の東京メトロ東西線が2007年3月にデジタルCS-ATC へ切り替えられたため、既にJRではこの形式のATCは使用されていない。なお、東京メトロ東西線に乗り入れしている東葉高速鉄道東葉高速線でもこの方式を使用していたが、2025年3月15日にCS-ATCに切り替えられて使用終了となった。現在は、大阪メトロのうち5路線（御堂筋線へ乗り入れる北大阪急行電鉄南北線、中央線へ乗り入れる近鉄けいはんな線も）にて使用されている。

#### ATC-4型
常磐緩行線と営団地下鉄千代田線（当時）用で国鉄形式ではATC-4型と呼ばれ、地上装置はATC-1J型と呼ばれている、信号現示は0・25・40・55・75・90である。常磐線増強のため複々線化による緩急分離と、それに伴い千代田線と直通運転するため採用されたのが営団に合わせた車内信号方式であるATC-4型（営団CS-ATC）であった。使用開始は1971年。複々線化による緩急分離営業運転開始と相互直通運転開始は同時である。その後、1999年に千代田線、2000年に常磐緩行線の運転間隔短縮実現のため、ATC-4型からATC-10型へ変更され、既にJRではこの形式のATCは使用されていない。2012年8月に東京メトロ有楽町線の新木場 - 新富町間で新CS-ATCへ切り替えが行われたため、4型は同線に直通する西武鉄道西武有楽町線を除き消滅している。

#### ATC-5型（消滅）
横須賀・総武快速線地下ルート用で、国鉄形式ではATC-5型と呼ばれ、地上装置はATC-1C型と呼ばれている、1972年 - 1976年に開通した総武快速線・横須賀線は、信号見通し距離の確保が困難であったためATC-4型と同等のCS-ATCを採用することになったが、信号現示が0・25・45・65・75・90で異なり、車上装置には使用線区両端部である錦糸町駅・品川駅でのATS切替機能を追加したため、ATC-5型と呼称される。地上装置はATC-1C型である。なお、2004年に総武快速線・横須賀線の地上部で使用されていた地上信号方式のATS-Pへ切替統一されたため、以降この形式のATCを使用している区間はない。

#### ATC-6型（消滅）
1972年に発生した日暮里駅追突事故を契機に、地下線区でない国電線区に保安度の高いATCを導入することとなり、標準ATCとして開発された。すなわち、ATC-5型をベースとしながら現示段数を細分化して既設線路条件に適合しやすくし、信号現示は0・15・25・45・55・65・75・90・100・110・120 (km/h) となった。国鉄形式ではATC-6型と呼ばれ、ATC-5型に対して上位互換性がある。地上装置としてはATC-1E型で、山手線、京浜東北線は最高速度90 km/hだが、コードとしては埼京線と同じく120 km/hまで割り当てられている。
第一期工事で1981年に山手線、京浜東北線（大宮 - 蒲田間）が、第二期工事で1984年に赤羽線、京浜東北線（蒲田 - 横浜間）、根岸線が使用開始となる。翌1985年に赤羽線の延長ともいえる通勤新線の大宮 - 赤羽区間が新規開通、赤羽線を吸収した形の埼京線全線で使用開始となる。また、1986年には埼京線が乗り入れることになった山手貨物線の一部区間でも使用開始となる。上記のうち山手貨物線と根岸線の一部区間はバックアップATC区間といい、貨物列車などのATC非搭載車両が入線できるよう地上側にATC-6型とATSを併設してあった。ATC非搭載車はATSを使用するが、ATC搭載車は地上信号機を視認しながら保安装置としてATC機能をそのまま活用するものである。
その後、山手貨物線（埼京線新宿駅 - 池袋駅間）のバックアップATC区間は、2003年5月25日に実施された線路切替工事の際ATS-Pに変更した。京浜東北・根岸線（南浦和駅 - 鶴見駅間）は2003年12月21日に、山手線は2006年7月30日に、京浜東北・根岸線の残存区間は2009年8月14日にD-ATCに切り替えた。最後まで使用されていた埼京線池袋駅 - 大宮駅も2017年11月4日にATACSに切替られた。

#### ATC-9型
筑肥線と直通運転する福岡市交通局（福岡市地下鉄）のATCは、国鉄形式がATC-9型となった。

#### ATC-10型
一段ブレーキ制御方式ATC（アナログ形）で、地上装置としては正式な略称は無い、ATC現示の多現示化に対応しており、東京地下鉄新CS-ATCと同じである。常磐緩行線および直通運転を実施している東京メトロ千代田線に採用されている。東京地下鉄各線も、2012年8月までにこの方式に変更されている。信号現示は0・10 - 90は5 km/h刻み。新CS-ATCの項も参照のこと。

#### ATC-L型（消滅）
1987年に開業した海峡線（新中小国信号場 - 木古内駅間）に採用されていた。将来の北海道新幹線延伸計画を考慮し、当時の東北新幹線のATC-1D型（ATC-2型）との互換性を意識した方式である。地上装置はATC-1F型と呼ばれていて、ATCの信号波は2周波組合わせ方式を使用し、常時送信ではなく踏込送信方式となっている。開業時は、ほとんどの列車がED79形電気機関車に牽引される自動ブレーキのみの方式であり、ATCブレーキ動作後の自動緩解（弛め動作）が難しく、込め不足の危険があるため、制限速度が変化する進路の1進路手前で予告現示を行い、ブレーキハンドル位置を指定し、進路境界までに運転士の操作で減速させる方式とした。考え方としてはフランス国鉄のTGVで採用されている方式と類似している。もちろん、運転士による減速が行われないまま進路境界を越えると、自動的に常用最大ブレーキが作動する。自動緩解が行われないため、当初はATCのハードを使ったATSとしてATS-L型と称していたが、車内信号閉塞式であることから制度上ATSとしては認められずATCの一種という整理がなされ、正式開業時にはATC-L型となった。ちなみにLはLocomotive（機関車）の意味である。信号現示は0・45R・45・110Y・110 (km/h) で、45R・110Yがそれぞれ0・45の予告となっている。電車列車（485系、781系、789系、785系(クハ784-303)）は、機能上通常のATCであり、信号現示は0・55・105・140となっている。
直通先の東北新幹線は2007年までに全線がDS-ATCに切り替えられており、それに合わせる形で北海道新幹線開通の直前の2016年3月22日の設備切り替え工事により、ATC-LからDS-ATCに切替られ、現存形式としては消滅した。在来線車両（EH500形およびED79形・485系・789系・785系）のDS-ATCと25000 Vへの昇圧対応は実施されなかったので海峡線（青函トンネル区間）が走行できなくなったため、貨物列車の牽引機はEH800形に置き換えられ、EH500形は本州内へ、789系は道内へと運用場所を移した。そして用途が失われたED79形・785系は引退した。

### デジタルATC
デジタルATCは車上主体型のシステムであり、「閉塞区間」という概念を持たないため、閉塞方式に含まれない。鉄道に関する技術上の基準を定める省令においては、「列車間の間隔を確保する装置による方法」に該当する。
JR化後に開発・採用されたデジタルATCは以下のような種類がある。

#### D-ATC
- 京浜東北線・根岸線
- 山手線
- 都営地下鉄新宿線
- 台湾高速鉄道

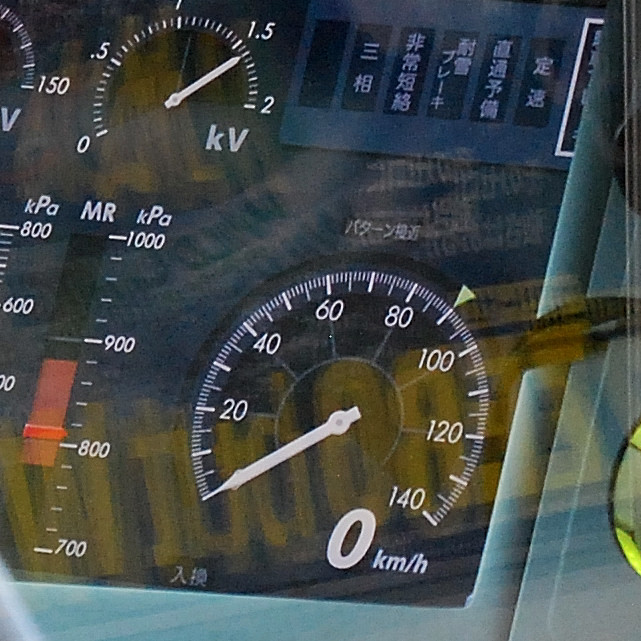
E233系のD-ATCディスプレイ表示

東日本旅客鉄道（JR東日本）の在来線で採用されており、D-ATC (Digital-ATC) と呼称する。
従来のアナログATCでは軌道回路による地上装置から許容速度を直接指示して、停止時には、それによる多段ブレーキ制御によって列車を停止させていた地上主体型のシステム（ゆえにアナログATCは閉塞方式に含まれる）であったが、D-ATCでは車上装置から許容速度を直接指示して、停止時には、一段ブレーキにより列車を停止させる車上主体型のシステムである。地上装置 の送受信部から、列車検知の電文信号（TD電文と呼ばれるデジタル信号）を各軌道回路に送信して、列車の在線の有無をレベル変化により検知し、検知した列車位置情報を光ケーブルのATC-LANを介して地上装置の論理部に送り、論理部は送られた列車位置情報、連動装置からの路線の進路情報、架線のエアセクション等の情報を元に、列車を停止すべき停止点 の情報を作成して、その情報をD-ATC電文信号 としてATC-LANと送受信部を介して列車が在線する軌道回路の後方区間に送信する。列車側の車上装置には、路線情報と速度照査パターンが記録されたデータベースが搭載されており、車両に付けられている速度発電機のパルス出力により算出される移動距離、一定距離で設置した位置補正用トランスポンダ地上子 による補正、線区全体の路線情報を記録した車上装置のデータベースを併せることにより、常に自列車位置を把握している。車上装置の受信器がD-ATC電文信号の情報を受信すると、該当する速度照査パターンをデータベースの中から検索して、該当する速度照査パターンと自列車位置を元に求めた許容速度を車内信号で表示するとともに、停止時にはATS-Pと同じく、車上主体型の速度照査パターン制御による自列車の速度と求めた許容速度と比較して停止点まで停止させる。車上装置のデータベースを使用しているため、車両性能に応じたブレーキ扱いが可能となり、車両性能に応じて軌道回路の長さの変更などの地上設備の改修を行うことなく、列車運転間隔と運転所要時分の短縮を図ることができる。乗り心地の向上 や保安性の向上、スピードアップによる運転密度の向上が図られている。また、列車の現在地が車上のデータベースの路線情報に無く現在地が把握できない場合、ATC信号の消失、装置自体の故障や速度発電機の故障または異常検知、列車の後退やATCによるブレーキ不足を検知した場合は直ちに非常ブレーキが作動する。D-ATCは本線運転と入換運転とで制御方式を変えているため、本線モードと入換モードを設けており、モードの切替は、切替区間でD-ATC電文を受信 することにより自動で切替えられる。
車内信号の速度表示は5 km/h刻み、減速パターン部分は無段階（ただし表示機の都合上E233系・E235系は1 km/h刻み、他の車両は5 km/h刻みでの速度表示）で、速度計を取り囲むように緑の▼（0 km/hのみ赤の▼）で表示するほか、走行速度がATCの速度照査パターンに近づくとパターン接近を表示する。またデジタル電文による通信で扱える情報量が増えたため、先行列車の位置や踏切の非常ボタンが押された等の付帯情報も列車に送信し運転台に表示できる。
京浜東北線は、同線で運用されている209系に順次D-ATC車上装置取付改造を実施したうえで、2003年12月21日に南浦和駅 - 鶴見駅間がD-ATCへ変更された。
山手線は2005年4月をもって、205系からD-ATC車上装置が搭載されたE231系500番台への置き換えが完了した。地上装置側の整備を待ち、2006年7月30日に全線がD-ATCへ変更された。これに伴い2007年3月18日のダイヤ改正で、1周59分で運転される。
京浜東北線の残存区間および根岸線についても、直通する横浜線車両205系のD-ATC対応化や地上設備の更新が終了し2009年8月14日にD-ATC化された。
なお、2005年5月14日より使用を開始した東京都交通局（都営地下鉄）新宿線の新ATCもD-ATCのシステムをほぼ踏襲している。
台湾高速鉄道も700系ベースではあるが、700T形のD-ATCとしている。

#### DS-ATC
- 東北新幹線
- 上越新幹線
- 北陸新幹線
- 北海道新幹線・海峡線[24]

北海道旅客鉄道（JR北海道）の北海道新幹線と東日本旅客鉄道（JR東日本）の東北・上越・北陸新幹線で採用されており、DS-ATC (Digital communication & control for Shinkansen-ATC) と呼称する。2002年12月の東北新幹線盛岡〜八戸間延伸開業で使用が開始され、2013年までに東北・上越・北陸新幹線の全線で、アナログ型のATC-2型からDS-ATCへ更新された。
基本的なシステムはD-ATCと同じであるもの、列車側では車上装置 には、走行路線の線路情報と速度照査パターン をデータベースとして記録しており、車上装置では速度発電機のパルス出力より算出した移動距離、トランスポンダ地上子から受信した位置情報、データベースで記録されている路線情報を元に、列車の位置と速度を常に把握している。一方、地上側では、日立製作所勝田事業所で製作されたとみられるSAINT-LAN (Shinkansen ATC and INTerlorcking) と呼ばれる地上装置があり、そこで軌道回路による列車の検知、列車の停止位置の決定、伝送する信号電文の作成を行い、作成された列車の停止すべき点の情報をデジタルATC信号として列車が在線する軌道回路の後方区間に送信する。それを車上装置が受信することにより、車上装置のデータベースから速度照査パターンを検索し、該当した速度照査パターンと列車の位置から、その時点での許容速度を算出し、ブレーキが掛かる際には、列車速度と比較しながら最適なブレーキ力を算出して、一段ブレーキにより減速する。高速走行等を考慮し、駅間で後続列車が先行列車に接近の場合には、列車の最高速度から停止まで、ATCの速度照査パターンによる一段ブレーキになるが、停車での駅進入の場合には、列車の最高速度から75 km/h まで、75 km/hから停車までの、ATCの速度照査パターンによる二段ブレーキとなっており、75 km/h以下からは、ブレーキハンドルによる手動操作により列車を停止させ、従来のATC-2型で行われていた確認ボタンによる確認扱いは行わない。ブレーキハンドルによる手動操作が行われなかった場合には、ATCのブレーキパターンにより、進路終端までに列車を自動的に停止させる。また、速度照査パターンにより列車を自動的に減速させる時には、ATCのブレーキの強弱を行うことにより、そのパターンに沿った滑らかな減速を行えるようになっている（ただしEH800形はATCブレーキの自動減速はできない為、警告から非常制動までの猶予が大きい）。車庫線での車両入換については、進入番線を地上信号機ではなく運転台の表示で確認できるようになっている。これらの関係でATC信号から受信した電文には、誤りがないことを検定するチェック用電文が含まれており、電文の正当性チェックを行うため、認識するのに多少時間がかかることから、非常ブレーキについては、動作応答を速めるため特定のビットを連続して受信すると即座に動作するよう設定している。D-ATC・DS-ATCは、下記ATC-NS・KS-ATCとは異なり、速度照査パターンデータはあらかじめ作成済みのものをデータベースとして所持し、地上からの停止点情報を元にそのパターンデータを「検索」するという方式を採用しているため、速度照査パターンを都度演算するATC-NSで導入当初に頻発した演算エラー等での停止信号現示などの現象は起きにくいとされている。着眼点は地震の規模からあらかじめ津波予測を計算・データ化し保存しておき、地震発生時はそのなかから最適データを引き出すだけとする津波予報システムと同様の考え方といえる。
海峡線のうち、新中小国信号場から木古内駅の間は、北海道新幹線の開業に合わせて設備（架線電圧 交流25,000 V、DS-ATC、三線軌条）が更新された。そのため、同区間を通過する在来線列車は、対応する車上装置を搭載した形式に限定されることとなった。客貨車による列車は、すべてJR貨物EH800形電気機関車の牽引によって同区間を通過する。また、TRAIN SUITE 四季島に使用されるE001形も、前述の仕様を満たしており、自力走行で同区間を通過する。

#### RS-ATC
- 東北新幹線
- 上越新幹線
- 北陸新幹線
- 北海道新幹線・海峡線

日本で初めてとなる無線を使用したATCであるが、同路線ではすでにDS-ATCが運用されており、当面はDS-ATCが使用できない時に使用する代用保安方式の一種（無線代用保安装置）として使用する。
無線設備はデジタル列車無線のうち、使用していないチャンネルをRS-ATCの制御に使用する。列車の停止点の設定、現在地の把握方法、車上データベースはDS-ATCと同じ仕組みとし、車上の一部のシステムをDS-ATCと共用している。列車とは当該の列車番号・現在地などを常時通信するもので、逆方向への運転も可能になっているほか、従来の代用保安方式に比べて安全性が向上されている。ただし、軌道回路を使用しないため最高速度は110 km/hに制限されるほか、1駅間に1列車のみの走行に限定している。

#### ATC-NS
- 東海道新幹線
- 山陽新幹線・博多南線
- 九州新幹線（一部区間）[26]

東海旅客鉄道（JR東海）で開発が進められたデジタルATCで、ATC-NS（JR東海の英語サイトではnew ATC systemと表記）と呼称する。
当初は新ATCという名で開発が進められていたが、実用化を前に、後述する九州新幹線でKS-ATCとして先行導入し、その後、東海道新幹線への導入の際に、仕様の一部を変更したものである。東日本旅客鉄道（JR東日本）の東北・上越・北陸新幹線で採用しているDS-ATCと同様の一段ブレーキ方式であるが、多段式ブレーキ方式を用いたアナログ信号によるATC-1D型の機能も備えており、多段式ブレーキ方式から一段ブレーキ方式への切り替えを容易にしている。車上側の車上装置では、路線データと車両性能データが予め記録されており、速度発電機のパルス出力から算出した移動距離、トランスポンダ地上子から受信した位置情報を元に、自列車の位置を把握しており、地上側の地上装置 で、軌道回路による列車検知を行い、それにより検知した列車位置情報を元に作成されたデジタル電文を、列車が在線する軌道回路の後方区間に送信する方式はDS-ATCと同じだが、DS-ATCは停止点情報を送信するのに対して、ATC-NSは進行できる区間（閉塞に相当する）の数と軌道回路IDと経路コードと臨時速度制限などの情報を送信しており、それを受信した車上装置が最適な速度照査パターンを随時算出し作成して、ブレーキが掛かる際には、列車速度と比較しながらブレーキ力を随時算出して、一段ブレーキにより減速する。DS-ATCとは違い停止点情報までは車上側には送信しないため、駅間で後続列車が先行列車に接近の場合には、列車の最高速度から手動による頭打ち速度である 30 km/hまで、ATCの速度照査パターンによる一段ブレーキになるが、停車での駅進入の場合には、列車の最高速度から分岐器制限速度まで、分岐器制限速度から手動による頭打ち速度である30 km/hまでの、ATCの速度照査パターンによる二段ブレーキとなっており、両者とも、30 km/h以下になった場合には、確認ボタンによる確認扱いを行ない、その後、ブレーキハンドルによる手動操作により列車を停止させる。ブレーキハンドルによる手動操作が行われなかった場合や先行列車に接近している時には、設置された停止制御用のトランスポンダ地上子から発信される信号を受信することにより、ATC-1型の0信号の01と同じATCのブレーキが掛かり、駅停車時では、出発進路の始端の外方（前方）に設置された添線式停止制御軌道回路（ループコイル）が発信する03信号により停止する。2006年3月18日より本導入となり、300系・500系・700系については、順次ATC-NS車上装置取付改造を実施した。なお、鳥飼車両基地への回送のために鳥飼車両基地 - 新大阪駅間で東海道新幹線に乗り入れる0系・100系および700系7000番台についてはATC-NS対応改造は行われず、代替としてこの区間にATC-1型を併設することで対応した。地上設備については、静岡駅 - 浜松駅間が1段制御走行試験区間として先行導入され、同区間の更新切替が2001年12月 - 2002年1月にかけて行われた。山陽新幹線・博多南線 において2017年2月19日から運用を開始し、前述の700系7000番台もATC-NS対応改造が行われた。

#### KS-ATC
- 九州新幹線[27]
- 西九州新幹線

九州旅客鉄道（JR九州）の九州新幹線と西九州新幹線で採用されており、KS-ATC (Kyushu Shinkansen-ATC) と呼称する。
JR東海で開発が進められていたATC-NSを実用化する前の先行導入であったため、前述のATC-NSとほぼ同じシステムであるが、KS-ATCでは、駅間で後続列車が先行列車に接近の場合には、列車の最高速度から停止まで、ATCの速度照査パターンによる一段ブレーキになり、停車での駅進入の場合には、列車の最高速度から分岐器制限速度まで、分岐器制限速度から手動による頭打ち速度である15 km/hまで、手動による頭打ち速度である15 km/hから停止までの、ATCの速度照査パターンによる三段ブレーキとなっており、15 km/h以下からは、ブレーキハンドルによる手動操作により列車を停止させ、ATC-NSで行われている確認ボタンによる確認扱いは行わない。ブレーキハンドルによる手動操作が行われなかった場合には、ATCの速度照査パターンにより、進路終端までに列車を自動的に停止させる。

#### ATACS（R-ATC）
ATACS（アタックス、英語: Advanced Train Administration and Communications System）とは、東日本旅客鉄道（JR東日本）が開発した列車保安装置である。
従来、軌道回路で行っていた列車位置検知を車上検知に変更し、地上と車上の通信をデジタル無線で行うのが大きな特徴である。また既存の信号システムにおける自動列車保安装置（ATSやATC）、連動装置、踏切の制御装置を全て内包している保安装置である。また日本初の移動閉塞（クロージング・イン）システムである。
2020年（令和2年）10月現在、仙石線（あおば通駅 - 東塩釜駅間）と埼京線（池袋駅 - 大宮駅間）において使用しているほか、ATACSを応用した地方交通線向け無線式列車制御システムを小海線（小諸駅 - 小淵沢駅間）で使用している。
総合車両製作所の製品紹介によれば、ATACSについて、R-ATCとの表記がみられる。

### 地下鉄のATC
一般的に地下鉄は、カーブが多くトンネルのため見通しが効かないという特性上、より安全性の高い保安設備が要求される。直通運転をしている地上鉄道との整合性からC-ATSを採用している都営地下鉄浅草線を除いて、すべての社局・路線でATCを採用している。
おおむね車内信号式 (CS-ATC) を採用しているのが、福岡市交通局、神戸市営地下鉄の西神・山手線、北神線および海岸線、京都市営地下鉄の烏丸線および東西線、大阪市高速電気軌道（旧大阪市営地下鉄）の千日前線・長堀鶴見緑地線・今里筋線、名古屋市営地下鉄の名古屋市営地下鉄名城線・名港線・鶴舞線・桜通線・上飯田線、横浜市営地下鉄ブルーライン、仙台市地下鉄南北線、札幌市営地下鉄である。
東京地下鉄（東京メトロ、旧帝都高速度交通営団）は、1969年（昭和44年）12月以降に新規開業した千代田線・有楽町線・半蔵門線・南北線が、東京都交通局（都営地下鉄）は1978年（昭和53年）12月以降に新規開業した新宿線・大江戸線が開業当初からCS-ATCを使用している。
比較的古くから営業している大阪市高速電気軌道の前記以外の各線では、昭和40年代以降地上信号式 (WS-ATC) を採用している。ただし、中央線の一部区間については2025年に最高速度向上を兼ねて車内信号式に置き換えられている。
打子式ATSを使用していた銀座線・丸ノ内線、名古屋市営地下鉄東山線、T形ATS（東武鉄道と共同開発）を使用していた都営地下鉄三田線、WS-ATCを使用していた日比谷線・東西線、CS-ATCを使っていた千代田線・有楽町線、半蔵門線・都営地下鉄大江戸線は新CS-ATCに置き換えられている。2005年5月14日から都営地下鉄新宿線ではデジタルATC (D-ATC) へと移行している。

#### WS-ATC(WaysideSignal-ATC)
ATC-3 と構造的にはほぼ同じ。

#### CS-ATC(CabSignal-ATC)
ATC-4 と構造的にはほぼ同じ。段数が少ないことから段数の多い新CS-ATCに置き換えられている。

#### 新CS-ATC
- 東急田園都市線
- 東日本旅客鉄道（JR東日本）常磐緩行線
- 東京地下鉄（東京メトロ）丸ノ内線を除く全線（丸ノ内線は2024年12月7日よりCBTCを使用開始）[注釈 36][30]
- 東京都交通局（都営地下鉄）三田線・大江戸線
- 東葉高速鉄道 東葉高速線 (2025年3月15日より使用開始)

ATC-10と構造的にはほぼ同じで、従来のCS-ATCに代わって導入が進められている。一段ブレーキ制御では従来の方式より閉塞数を多くできるため、増発が可能になる。信号現示は0・10と10 - 80の間が5 km/h刻みが基本だが、路線・会社によって若干異なる。ATCブレーキは緩和ブレーキ方式を採用しており、鉄道会社によって細部は多少異なるが、作動直後に常用最大ブレーキの半分のブレーキ力を作用させることで急減速によるショックを和らげている。この制御により、運転士が信号予告情報によりあらかじめ手動ブレーキを掛けてATCブレーキのショックを緩和する操作を行わなくても乗り心地を損なわないようになっている。信号現示が増えたため、運転台の速度計では許容速度を橙の三角形▼で示すほか、速度計の上部に、進行現示の場合は緑のランプ●を、停止現示の場合は赤のランプ●を表示する機能も追加した（入換の際はどちらも点灯しない）。また、前方の軌道回路が下位の許容速度を指示している際には、その情報を運転士に知せるために、運転台に設置された前方予告灯が点灯して、列車の無駄な力行（加速）を避け、ブレーキオフでの乗り心地の悪化を防ぐことできる。
一段ブレーキ制御にはデジタルATC (D-ATC) があるが、新CS-ATCは地上装置から直接速度現示を行い（D-ATCは列車が停止すべき位置情報を受信し車上装置が最適速度を判定して速度現示する）、最初の現示変更による制動が緩解しないうちに速度現示を変更させ、最終的な速度まで1回の制動で減速できるように許容速度が設定されている。多くの路線ではアナログ信号で伝送するほか、旧型のCS-ATCとの互換性もある。ただ、最高速度などは導入段階で一番ブレーキ性能の悪い列車に合わせているため、ブレーキ性能の異なる列車が走る路線には向いていない。また、デジタルATCとは互換性はないほか、主たるブレーキ制御はパターン制御ではないため、速度現示の変更を受けた時の速度によっては、必ずしも一段ブレーキ制御とはならず数回の制動となる場合がある。
同方式は東急田園都市線で初めて採用されたが、銀座線への導入に当たっては車上パターン式過走防護 (ORP : Over Run Protector) 機能を追加した。これは過走余裕が取れない駅での高速進入を可能にするもので、終端や分岐器直前の02信号（非常制動を指示する停止信号）の手前から15・20・25・35 km/hからの減速パターンによる速度照査を行う。この際、赤のP表示が点滅し、速度計にある赤色の針でパターン速度を表示する（滑走を検知した場合は滑走用の速度パターンになる）が、赤色の針が無いものは、線路内に設置されたORP専用の速度表示によりパターン速度を表示する。なお、東京メトロ南北線においては、赤針・ORP専用の速度表示で許容速度の表示はされず[P]の点灯と警音が鳴動する。両者ともパターン速度を超過すると非常ブレーキが作動する。同機能は後の新CS-ATC導入路線にも採用された。

#### 地上主体型パターン制御式ATC（CS-DATC）
東京地下鉄（東京メトロ）銀座線では輸送需要の増大に伴い乗降時間の延長による運転遅延がしばしば発生する状況となり、ホームドアの設置が進められていることから、更なる遅延が懸念された。そのような状況に対処するため現用ATCの更新は、運転能率の改善が期待されるデジタル符号伝送を用いたATCとすることとなった。このATCを現用のCS-ATCを継承・発展するデジタル式ATCの意味を込めて「CS-DATC」と命名した。本方式の開発過程において東京地下鉄ではCBTC化に大きく舵を切ったが、運転遅延の増大が懸念される中、更新時期に直面する銀座線においてはCS-DATCとすることとなった。また、南北線においては一段パターンブレーキ方式を採用し、これをCS-DATC-Pと表記している。なお、これらの名称は雑誌記事でしか確認できていない。

### その他のATC
一部私鉄では地下区間であったり、乗り入れ先地下鉄線と整合させたりするなどの理由により、ATCを採用している。

#### 東急電鉄・横浜高速鉄道

##### 田園都市線（〜2003）：新CS-ATC
東急田園都市線では1968年からATSが導入され、1977年に開業した渋谷から二子玉川までの地下区間（2000年までは新玉川線と呼ばれた）は、開業当時よりCS-ATCが導入されていた。しかし、乗客の増加にともなう運転間隔の短縮に対応できないため、多現示・一段ブレーキ制御機能を持つ新CS-ATCが1991年3月16日より導入された。
従来のATCは、停止に至るまで例えば90・75・55・0 km（01信号）と段階的に低位の信号が現示される。これらの信号は各段階内で速度が落ちきるように設計されているため、毎回ブレーキの制動・緩解が繰り返され乗り心地が悪いばかりでなく、必要以上に速度が落ち運転間隔短縮のネックとなっていた。そこで、新CS-ATCでは停止信号区間の終端までに停止できることを条件に、各段階内で速度が落ちきらない内にさらに低位の信号を現示することによって、ブレーキの制動、緩解の繰り返しを解消した。この方式は一段ブレーキ制御と呼ばれ、対して従来の方式は多段ブレーキ制御と呼ばれる。
信号現示は従来の7段階から、110 km/h、100 km/hから10 kmまでを5 km/h刻み、そして0 km/h、×（絶対停止または無信号）とした22段階へ増やし、きめ細かな速度制限を実現した。これは、従来のCS-ATCと同一の主信号と、新CS-ATCで追加した副信号の組み合わせを用いて指示され、従来のCS-ATCと互換性を持つ。
田園都市線では、速度制限のためのATCの機構だけでなく、途中の曲線・勾配・ポイントでの速度制限にも対応しており、その他にも、駅停車制御（停止位置超過防止 : この制御区間でATC指示速度を走行速度が超えた場合は非常停止）・後方防護（停止位置超過して列車をバックする際、通常は1閉塞以上が空いてしまうが、一定区間を停止とすることで安全にバックできる）・ORS（地上側で列車速度を検知して過速度の場合は01信号として常用ブレーキで停止）・前方予告機能（前方の軌道回路が下位の許容速度を指示している際、運転台に設置された前方予告が点灯して、無駄な力行（加速）の回避とブレーキオフによる乗り心地の悪化を防止する機能）を持ち合わせている。
また、ATCによるブレーキの動作は、作動直後に常用最大の半分のブレーキが作用し、1.5秒後常用最大になる。緩解の際は、01信号では速度8 km/h以下でハーフブレーキとして停止時のショックを低減しているが、それ以外ではハーフブレーキは行われないので、運転士がハーフブレーキを行うことになる。
新CS-ATCによる一段ブレーキ制御を行い、かつ停車時間の長い駅付近の軌道回路の長さを60 m程度とすることにより、2分間隔での運転を可能とした。実際のダイヤでは、1991年の導入当初2分25秒間隔からスタートしたが、1992年9月には2分15秒間隔、2004年10月には2分5秒間隔まで短縮されている。その後、2003年の営団半蔵門線延伸開業の際にトランスポンダ関連を除きATC-Pに変更となっている。

##### 東横線、目黒線、大井町線、田園都市線（2003〜）、東急新横浜線、こどもの国線、横浜高速鉄道みなとみらい線 ：ATC-P
その後導入された東横線、目黒線、大井町線、東急新横浜線、みなとみらい線では、田園都市線の新CS-ATCを元に改良したATCが導入され、ATC-Pとも呼ばれる。パターン制御は行うが、緩和ブレーキ制御、過走防護 (ORP)、駅停車制御がパターン制御の主体となる点がATS-PやデジタルATCとの違いである。
緩和ブレーキ制御は、次の軌道回路までの間に、ハーフブレーキのみで走行速度が指示速度に下がりきるかを車上側で照査パターンを発生させて計算する機構を加え乗り心地向上を実現している。これは、たとえば走行速度が80 km/hで指示速度が75 km/hと下がった場合、列車の速度が照査パターンを超過しない場合には、常時最大ブレーキは作動せず緩和ブレーキが作動する、これはブレーキ初速が走行速度と近い場合に有効である。
ORPは過走防護装置と呼ばれており、駅の停止線手前のレールにORP添線を敷設して、P25またはP35信号を発信している。その区間へ列車が進入して、その信号を検知した時点から残距離をカウントし、25または35 km/hから7.5 km/hまで降下するパターンを発生させ、その後、PEP信号を受信して、7.5 km/hから5.5 km/hまで降下するパターンに切替わる過走防護パターンを車上側で発生させる。運転台では、速度計の脇に「P」が点灯し、ORPゲージのある車両は、速度計の赤指針で発生パターンを表示して、列車の速度が発生したパターンを超過すると非常ブレーキが動作する。また、ORP区間に列車が入っている時、列車は自位置を把握しているわけではないので、ORP添線の長さは一定に敷設されており（P25信号で約60 m、P35信号で約80 m）、これにより、駅への進入速度の向上と運転時分の短縮が可能になる。通常のATCは常用ブレーキ主体だが、過走防護パターンはATCの非常ブレーキのみのバックアップという位置づけである。
駅停車制御は、田園都市線ではCS-ATCより出発進路を停止現示にして制御していたが、ATC-Pでは停車制御装置を列車に搭載して、停車駅500 m手前に設置されたトランスポンダ地上子から送信される情報により、車上側で種別ごとに駅停車パターンを発生させてオーバーランを防止するとともに、列車がオーバーランしても、停車駅の出発進路の直下に設置された地上子を列車が通過するので、それにより列車が駅停車パターンを超えたことを地上側が受信して、自動的に場内進路の発信情報を停止として後方防護がなされる。なお、このトランスポンダ地上子からは臨時速度制限情報も送信されるほか、列車からは運行番号や種別などの情報が受信され指令所へ伝送する。
他にも踏切制御（トランスポンダ地上子により、車上側から地上側に種別などの情報を送信して、踏切の閉まるタイミングを変えるほか、踏切が閉まるまでは踏切の手前までに停止するように指示するほか、踏切支障の場合は一段ブレーキではなく階段状に減速するよう速度現示し、踏切付近は15 km/h信号で通過できるようにする）なども導入された。
なおATC-Pは、田園都市線の新CS-ATCとは上位互換となっているため、同装置を取り付けている車両は田園都市線へも入線可能である。2003年にATC-Pに切り替わったため互換性の関係なくATC設置路線全線に車両が入線可能となった。

#### つくばエクスプレス
首都圏新都市鉄道つくばエクスプレス線では、東京メトロ東西線向けに準ずるデジタル伝送式新CS-ATCを採用した。最高速度160 km/hでの走行を想定し、5–160 km/hを5 km/h刻みで制御する。また前方予告機能のほか、終端駅など過走距離が取れない場所ではORP方式 による停止パターン制御を採用している。交流電化区間を走行する観点から、デジタル伝送を採用し、その利点を生かして場内進路情報や停止が必要な位置までの前方距離などが運転台のモニタ装置に表示される。
ATC信号は常時送信ではなく踏込送信方式となっている。列車が軌道回路に進入した際には、TD装置が列車の検知と在線を判定して在線軌道回路に信号を送信する。検知によって信号を送信するため、列車進行により次の軌道回路に列車が入った場合には、送信点の変化時において、車上側にごく僅かなタイムラグ（無信号状態）が発生するが、車上装置側に許容値内の時素を持たせて対応している。もちろん許容値を超える無信号があった場合は無信号絶対停止のためEB（非常ブレーキ）が動作する。
ただし、停車場構内の場内・出発進路のあるところは各進路設定により関係進路上の軌道回路が常時送信で送信する。

#### 京王電鉄（京王ATC）
京王形ATS（多変周式点制御連続照査型ATS）からの置き換えを目的に、2010年3月より相模原線を皮切りに導入され、2011年10月2日には相模原線以外の京王線系統（京王新線・競馬場線・動物園線・高尾線を含む）全区間、2013年3月には井の頭線でも使用が開始された。京三製作所製で、京王線系統が相互乗り入れを行っている都営新宿線で導入された、日立製作所製D-ATCとは互換性を持たない。
先行列車や進路開通条件および曲線区間などによる速度制限情報に基づいて常時ブレーキパターンを演算する「車上演算式一段ブレーキATC」を採用。線路終端に接近した際の過走防止機能を搭載し、低速走行時の過走防止対策として専用地上子も設置されている。このほか停車駅誤通過防止機能も搭載し、列車種別・停車駅の表示器が設置されている。停車駅が接近すると駅の停止位置目標に合わせたブレーキパターンが演算され、停車後に7ステップ又は非常を指令することでパターンは消去される。なお誤通過防止は臨時停車にも対応する。
運転台には照査速度を示す緑の▼（0 km/hのみ赤の▼）と進行・停止を示す●・●、非常停止を示す赤×が表示される。フラット部分の照査速度は5 km/h刻み、パターン部分は無段階（ただし表示器の都合上5 km/hでの表示）。パターンが発生していない場合は最高速度のみ▼で表示し、パターンが発生すると制限速度まで▼が連続して表示され、パターンに沿って▼が順次消える設計となっている（▼の配置や表示の消え方が民放クイズ番組のセットに似ているため、一部では番組名を取り「タイムショック式」とも呼ばれている）。停車駅で停止する際は停止位置目標に接近したところで最高5 km/hの速度照査となる。なお場内停止や先行列車との接近で停止した場合はATCによる常用最大ブレーキが動作し進路開通まで緩解されない。

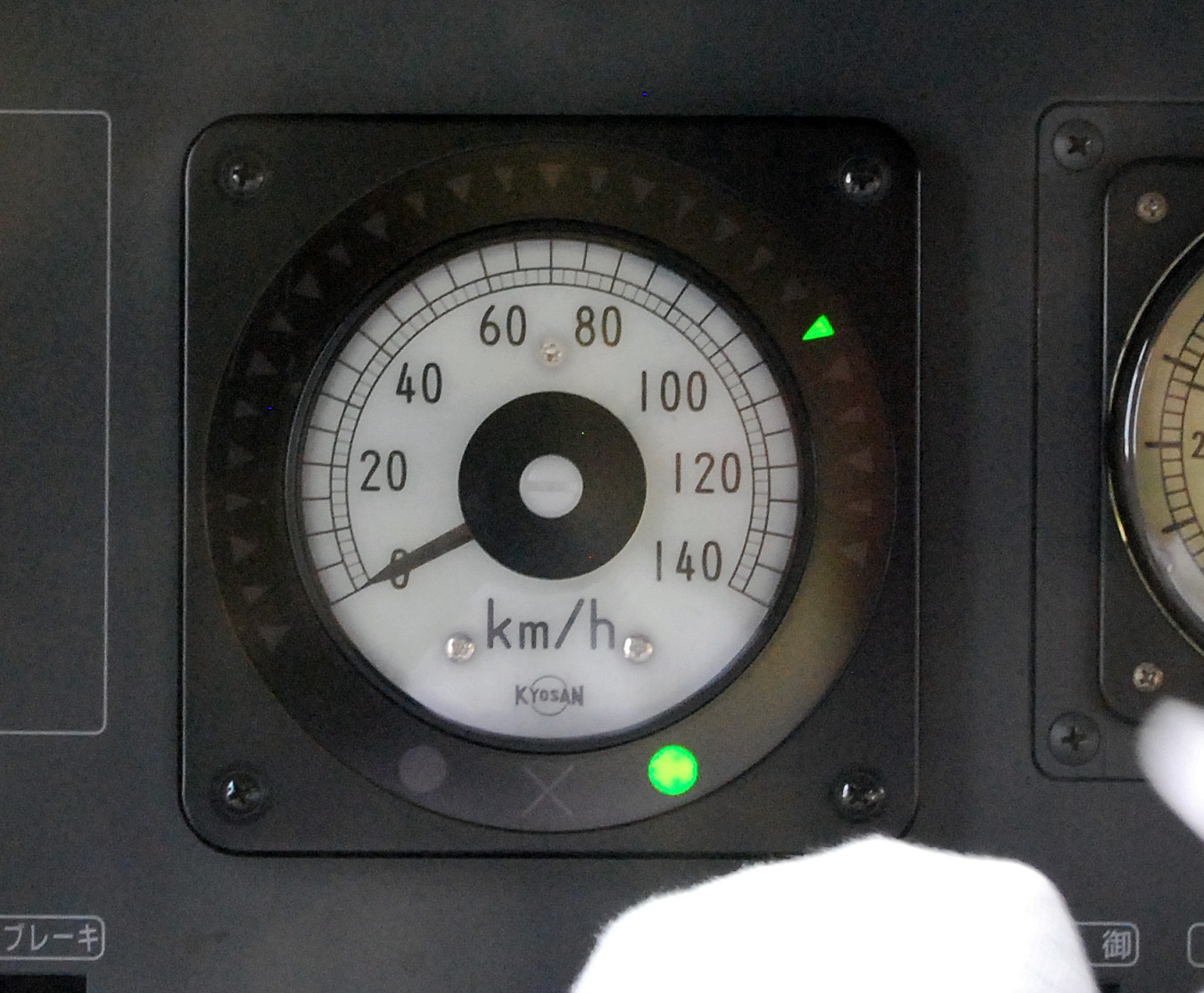
京王ATCの運転台の車内信号機、パターンが発生していない状態
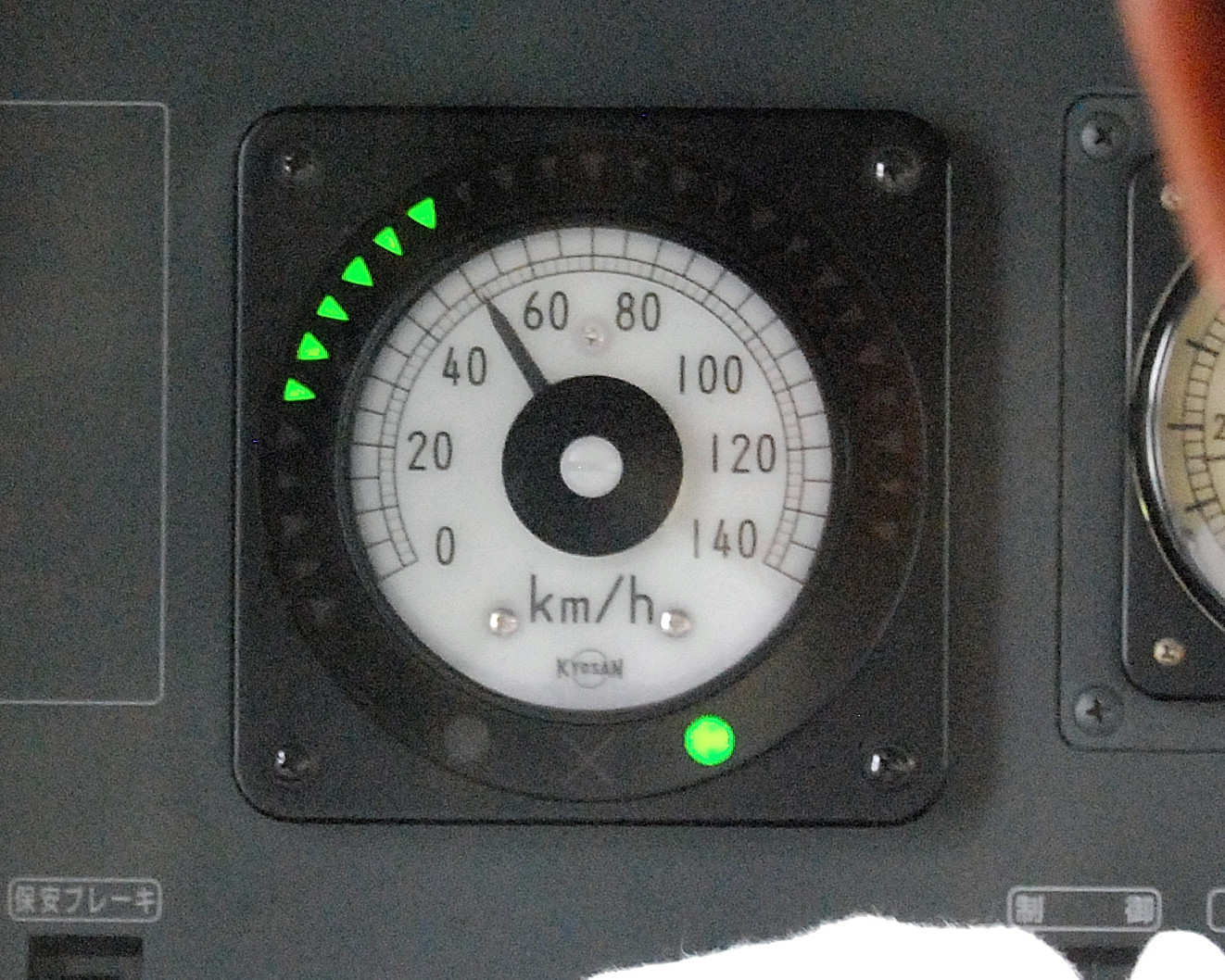
京王ATCの運転台の車内信号機、制限速度までのパターンが発生している状態
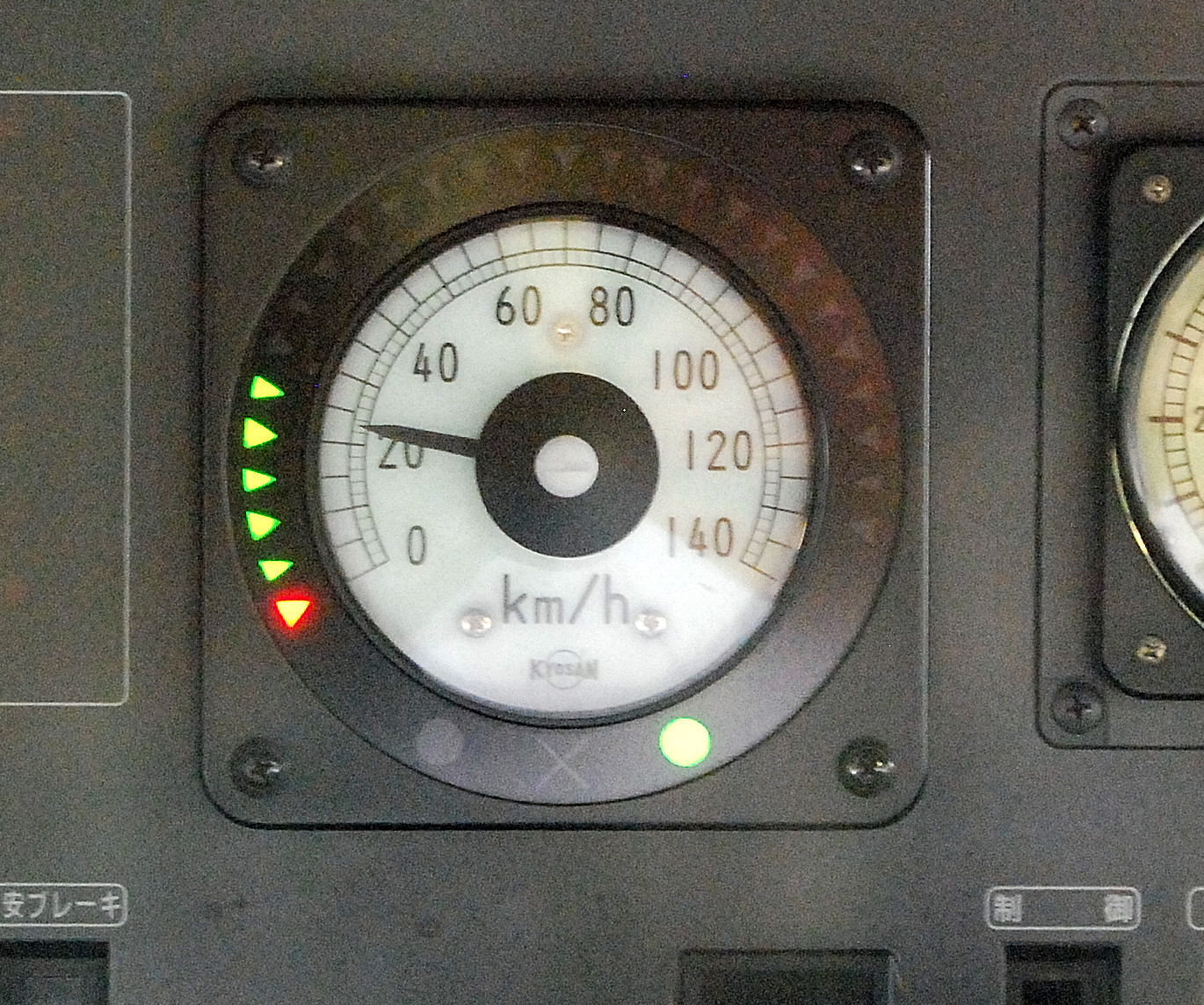
京王ATCの運転台の車内信号機、停車駅の停止位置までのパターンが発生している状態
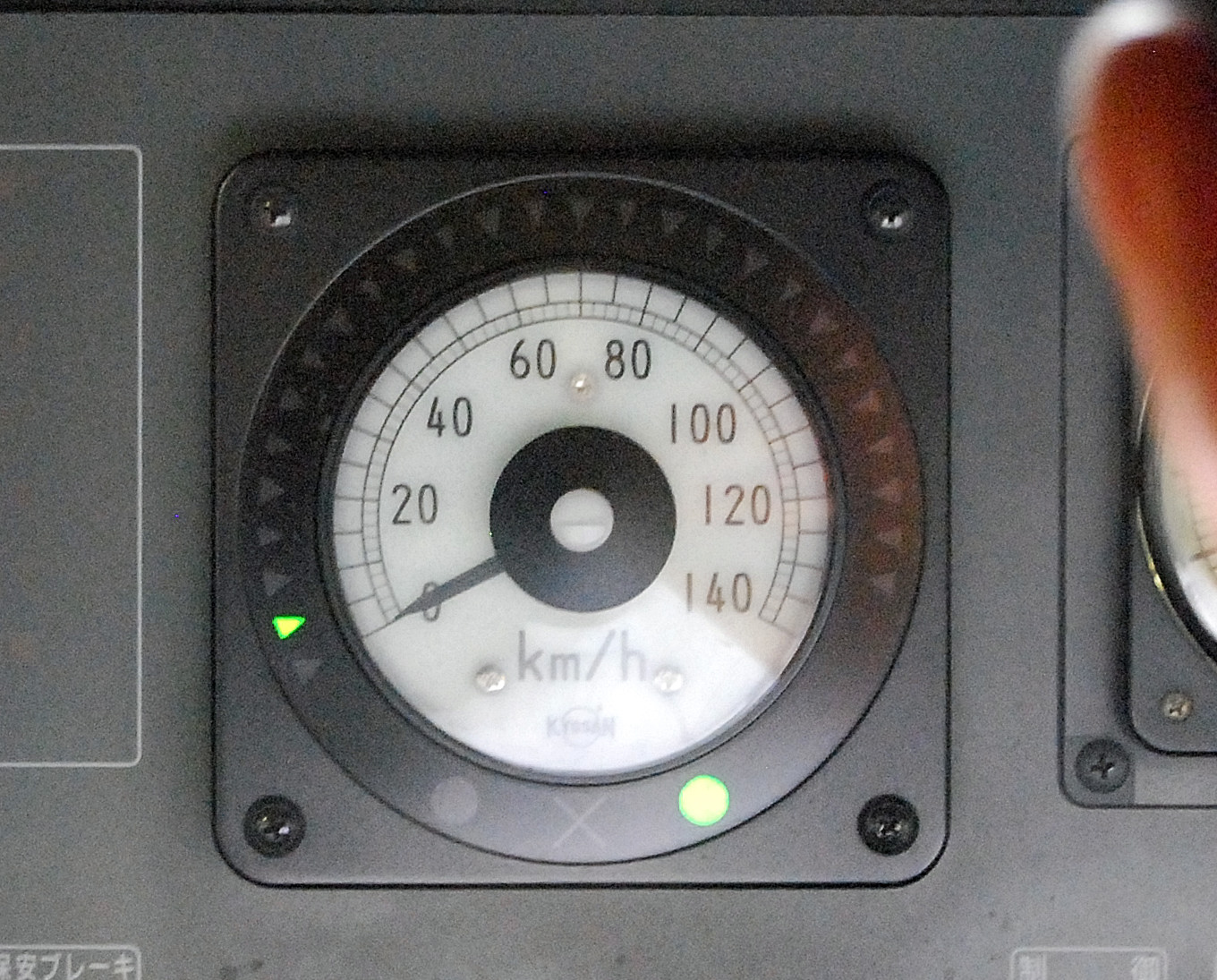
京王ATCの運転台の車内信号機、停止位置付近での5 km/hでの速度照査の状態

#### 東武鉄道

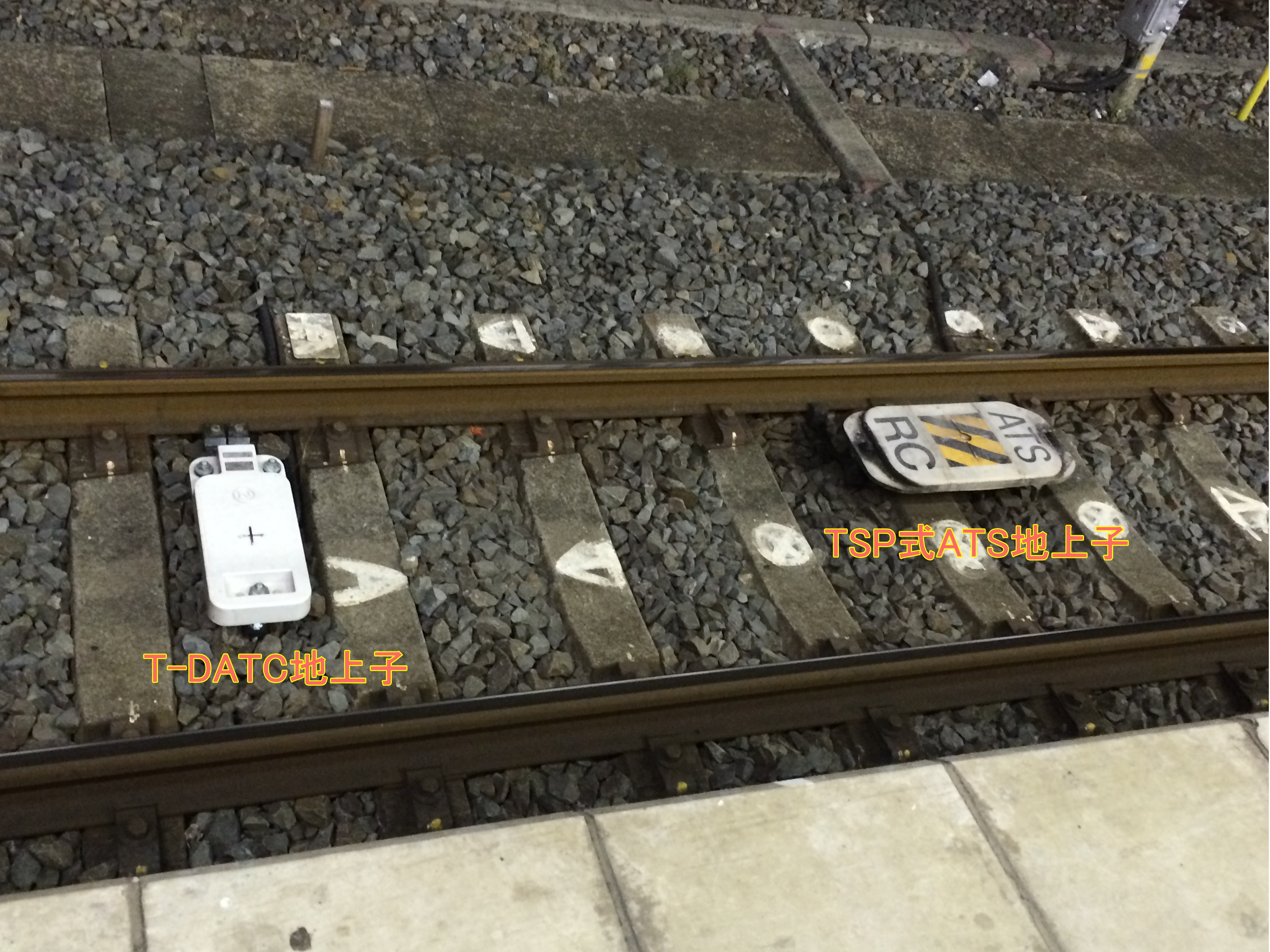
新たに設置されたT-DATCトランスポンダ地上子（写真左）

東武鉄道では東上線の池袋駅 - 小川町駅間でATCを導入している。2015年2月時点では、伊勢崎線・日光線・野田線（本線/野田線）系統へのATC導入は発表されていない。
なお東武鉄道のATCは、「T-DATC」 と称するが、文献等によっては「東武（型）デジタルATC」や「東武（型）ATC」とも称していることもある。
計画当初は2012年までに導入することが予定されていたが、後の計画の見直しにより約3年延期され、池袋 - 小川町間を2期に分けて整備されることとなり、第1期整備区間として2014年度に川越市 - 小川町間に、第2期整備区間として2015年度に川越市 - 池袋間にATCを導入する計画に変更された。
その後、2014年4月12日から2014年12月30日までの間、T-DATCの各種試験及び乗務員運転訓練のため、第1期整備区間の川越市 - 小川町間でT-DATCによる終電後の夜間試運転が実施され、2015年1月31日に第1期整備区間の川越市 - 小川町間に、続いて2015年6月13日には第2期整備区間のうち川越市 - 和光市間が、2015年9月26日には、和光市 - 池袋間にT-DATCが導入され、当初の計画通り池袋 - 小川町間の全線でのT-DATCの導入が完了した。
JRで採用されているデジタルATCと同様の車上演算方式であるが、東上線は東京メトロ有楽町線・副都心線、東急東横線、横浜高速鉄道みなとみらい線と相互直通を行っており、車上装置にデータベースを持たせた場合、構内の改良工事などで線路情報の更新が必要になった際には、直通他社の車両についても更新を要請する必要が生じるため、JR方式では車上装置に線路情報データベースを持たせているところを、代わりに地上子（トランスポンダ）から線路情報を与えることで車上データベースを不要としている。また、東京メトロ新CS-ATCや東急ATC-Pなど従来のATCを改良したタイプのものと比較して、現状の閉塞軌道回路の割合を大幅に変更することなく一段ブレーキ制御を行うことができるというメリットがある。その他、速度制限がある曲線や分岐器での通過の際には、自動的にブレーキを掛けて列車の速度を制限速度に落とす機能のほか、踏切支障時の防護機能や停車駅での定位置停止・誤通過防止などの拡張性も持たせている。
運転台の速度計では新CS-ATCと同様に信号現示を5 km/h刻みとしており、現示速度を橙の三角形▼で示すほか、速度計の上部に、進行現示の場合は緑のランプ●を、停止現示の場合は赤のランプ●を表示する。また、過走防護機能 (ORP) を持っており、新CS-ATCが35 km/h以下で作動するのに対して、T-DATCでは60 km/h以下で作動するようになっている。速度計の赤色の針でパターン速度を表示するが、それ以外では、進行現示でも許容最高速度を赤色の針で表示する。
曲線や分岐器での速度制限区間に接近する場合には、地上子から送られた速度制限情報を基に、現示速度を示す橙の三角形▼がその速度制限まで移動して、車上側で演算された減速パターンにより、速度計の赤色の針がその現示速度までそのパターンに沿って動くようになっており、速度計の針が赤色の針を超えずに速度を減速させた場合には問題ないが、速度計の針が赤色の針を超えた場合には、制限速度以下まで常用最大ブレーキが掛かる仕組みとなっている。
先行の閉塞区間が停止現示や駅停車時でのORPが機能する場合には、60 km/h以下になると、現示速度を示す橙の三角形▼が0 km/hまで移動するとともに、停止現示の赤のランプ●とオレンジのP表示が点灯して、車上側で演算された減速パターンにより、速度計の赤色の針がそのパターンに沿って0 km/hまで動くようになっており、速度計の針が赤色の針を超えずに速度を減速させた場合には問題ないが、速度計の針が赤色の針を超えた場合には、制限速度以下までブレーキが掛かる仕組みとなっている。また、速度現示アップ時には、基本的に速度現示表示とともに許容最高速度の赤針も動いて表示が変わるが、速度制限解除地点付近などでトランスポンダの設置位置と閉塞軌道回路の境界の位置が若干離れているなどパターン速度の更新のタイミングによっては、速度現示表示より先に速度計のパターン速度の赤針が動くことがある。
なお、JRのD-ATCと同様に、速度計の黒針（走行速度）が赤針（ATCの許容最高速度またはパターン速度）に近づくとブザー音（「ピーッ、ピーッ」）とともにパターン接近が点灯する。
分岐器の手前の軌道回路においては、進路予告機や進路表示器の代わりに、T-DATCの車内信号による進路予告表示がおこなわれ、表示灯の←（左分岐）・↑（直進）・→（右分岐）のいずれかの表示が点滅し進路予告が表示される。

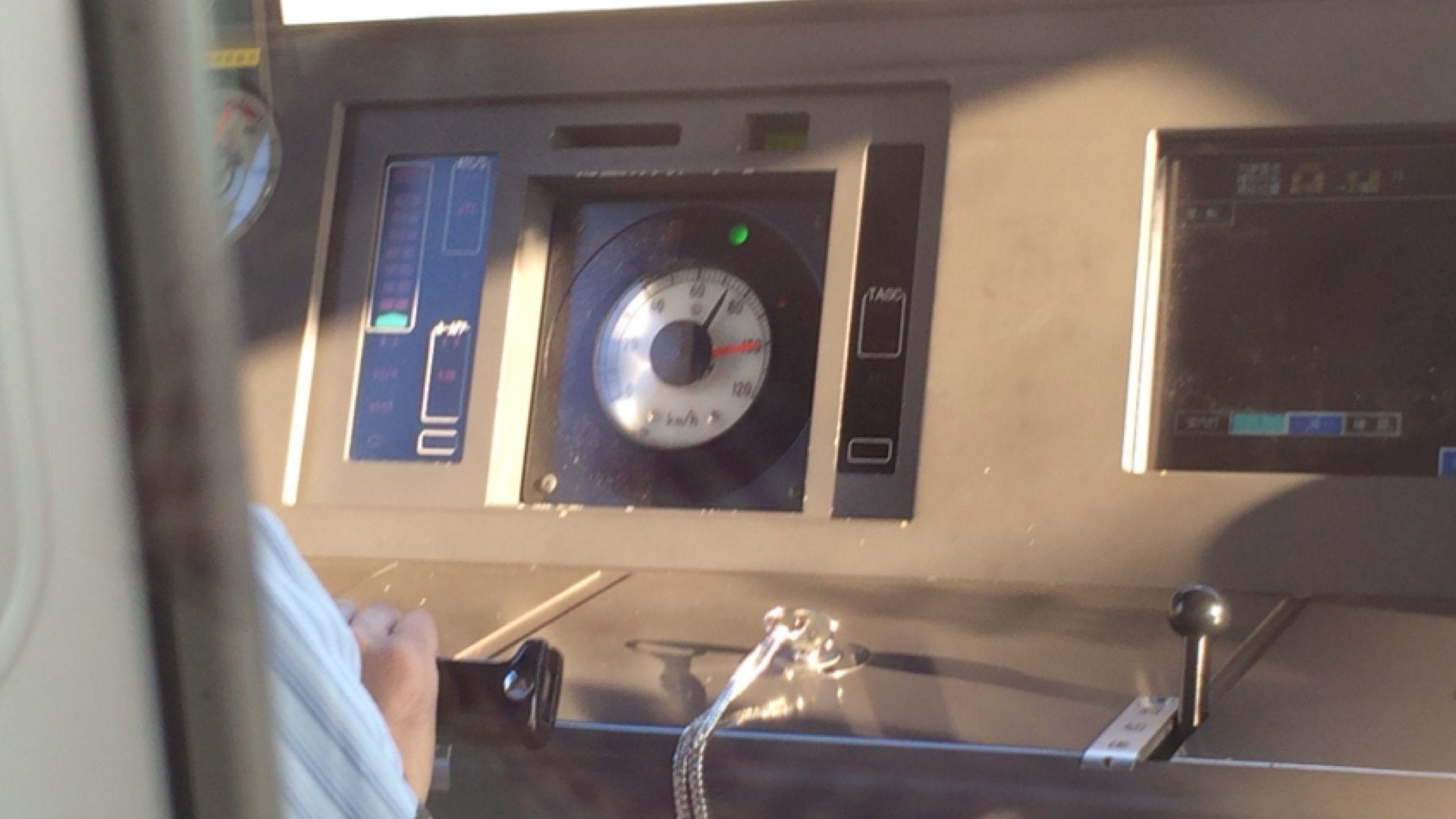
東武 T-DATCの運転台の車内信号機（進行現示、現時速度表示よりも先に許容最高速度表示（赤針）が上位の表示になっている例。）
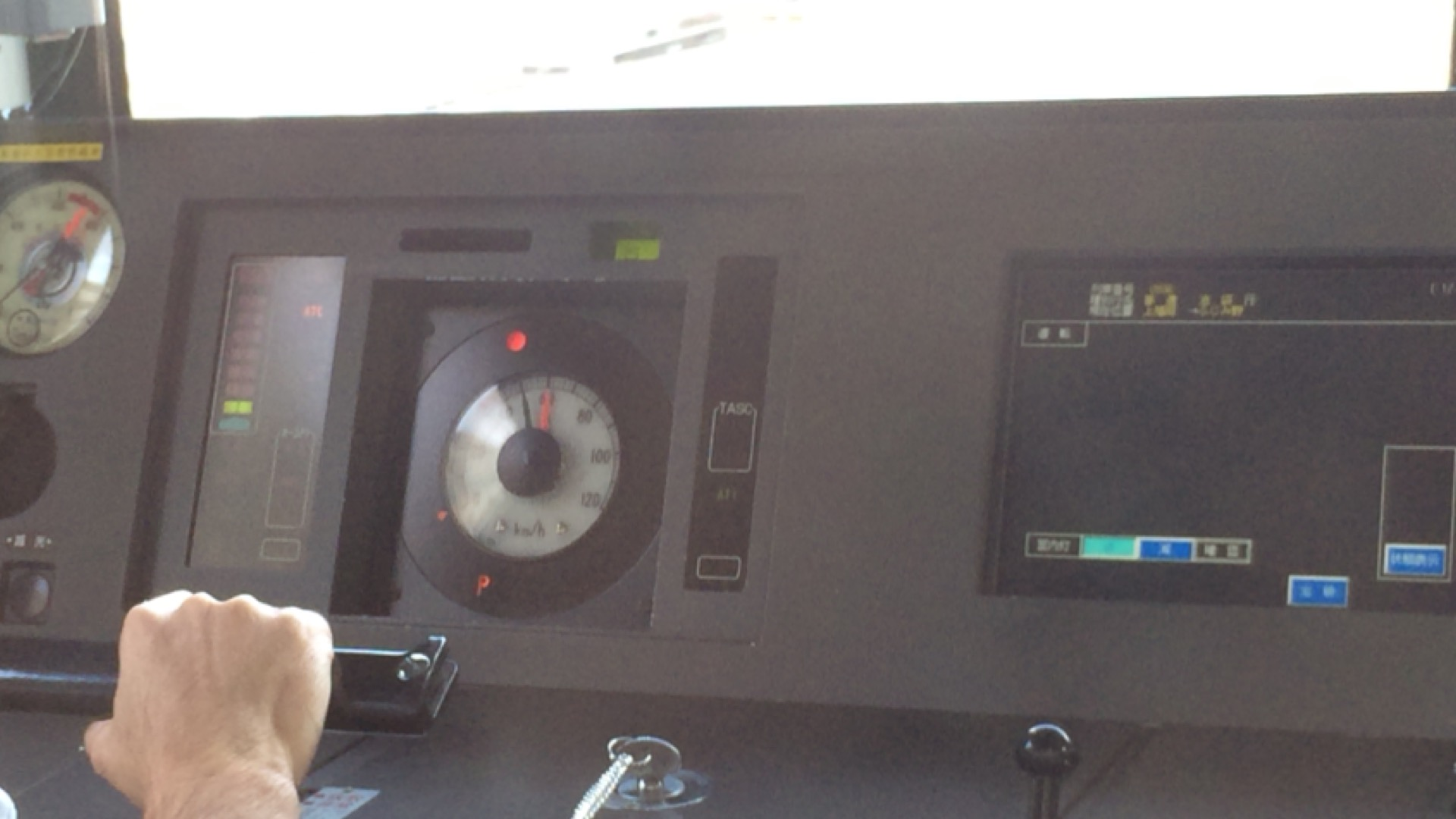
東武 T-DATCの運転台の車内信号機（先行の閉塞区間が停止現示の場合の減速パターンによる速度照査パターンが発生した状態。）

### 新幹線設備のその他
新幹線のATC設備のうち駅構内の場内進路・出発進路の始端の外方（前方）には添線式停止制御軌道回路（ループコイル）が敷設されており、敷設箇所を示す停止限界標識が近接して建植されている。各進路が設定されていないときは絶対停止信号（03信号）が送信される、また、駅で本線と合流する副本線の出発進路や車両基地の回送線と本線と合流地点の出発進路には、進入検知器が設置されており、列車が過走して停止限界標識やループコイルを超えて隣接線の進路に入った場合には、進入検知器が列車を検知して、隣接線の列車に緊急停止信号を送信して列車を防護する。終着駅での過走余裕（停止目標 - 車止め間）が無い所では、列車の終端防護のために速度照査停止制御装置が設置されている。これはJR各社によって仕組みやシステムが違うが、東海道新幹線では、終端に向かって、レールの両側に2基一対の車軸検出子を6つとループコイルを3つ設置して、列車が所定停止標識に停止するまでの速度を車軸検出子が速度照査し、決められた速度以下を検知した場合は、車軸検出子から所定停止標識までの1つのループコイルに03信号を送信しないが、決められた速度以上を検知した場合は、そのループコイルに03信号を送信して、列車を停止させる。また、列車が所定停止標識を超えた場合には、そこに設置された車軸検出子がそれを検知して、所定停止標識から停止限界標識までに設置されたもう1つのループコイルに03信号を送信する。さらにその奥に、停止限界標識から車止標識までにループコイルが設置されているが、これは列車の速度や接近に関係なく、常に03信号が送信されている。
東北・上越新幹線のDS-ATCでは入換信号もATCによって現示される。東海道・山陽新幹線は新旧どちらのATCでも地上信号機によって現示され、九州新幹線も同様である。ただし、手信号代用器は、駅の出発進路地点に設けられた地上信号機（入換信号器）の上に設置されており、駅間でATCによる運転ができない場合による代用保安方式 での運転の際に使用される。

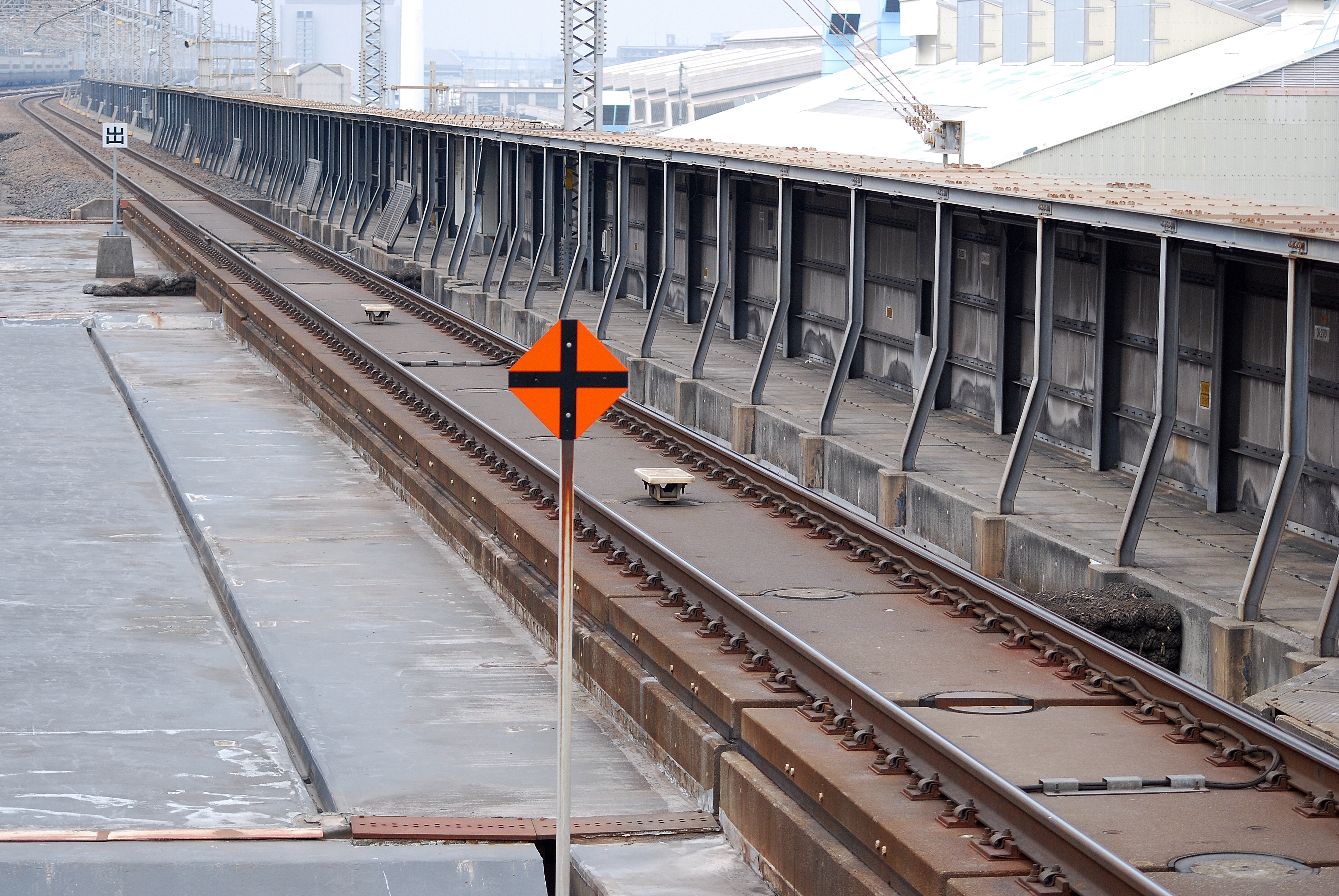
東北新幹線大宮駅構内に設置されている添線式軌道回路（前方）、手前にある標識は敷設箇所を示す停止限界標識。
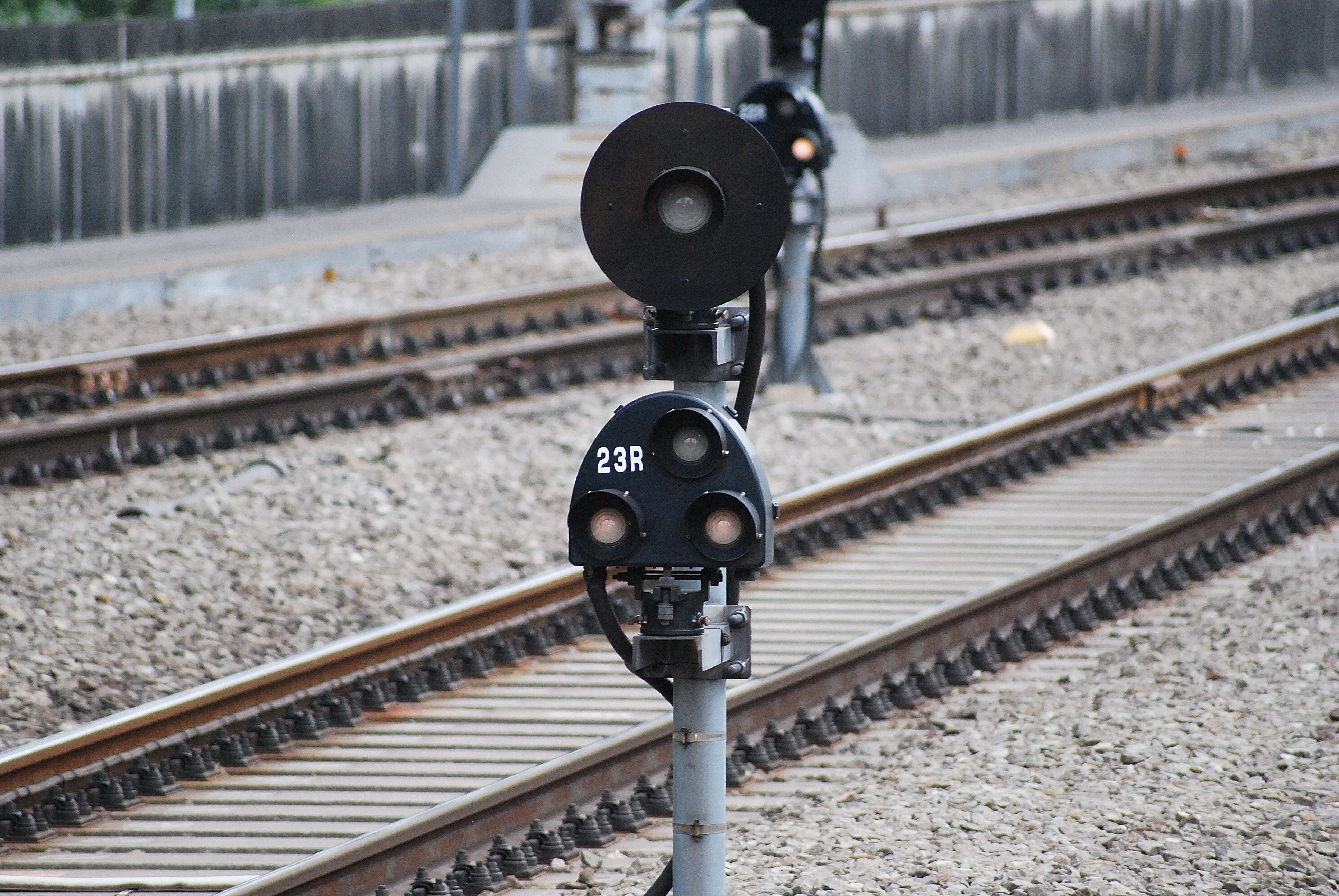
駅の構内に設置されている地上信号機（入換信号機）、その上に取付けられているのは手信号代用器。
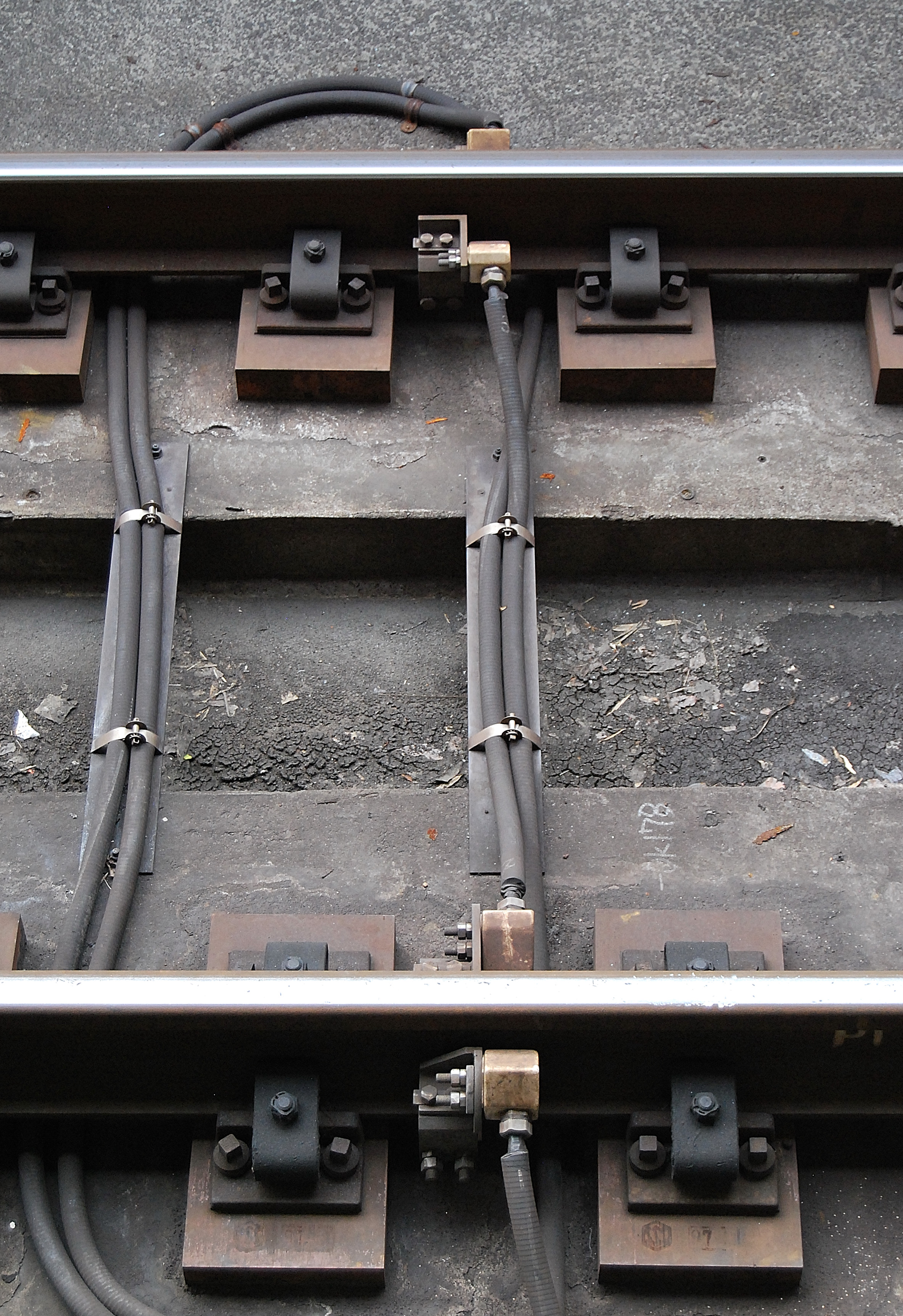
終着駅の終端防護のために設置されている、速度照査停止制御装置の車軸検出子。

## 新交通システムの自動列車制御装置

### 台湾桃園国際空港新交通システム
台湾桃園国際空港（台湾中正空港から2006年改称）の新交通システムでは、ATC（Automatic Train Control）は信号保安システムのATP（Automatic Train Protection）、自動運転システムのATO（Automatic Train Operation）、運行管理システムのATS（Automatic Train Supervision）をサブシステムとするシステム全体をいう。
- ATP（Automatic Train Protection）は、信号保安システムであり、列車検知、速度超過防護、ドア開方向保安、電車の加速運転、ブレーキのインターロック、進路鎖錠など列車の保安上の管理を行うシステムである[3]。日本のシステムではドア開方向保安や列車進行方向保安はATO（Automatic Train Operation）のシステムに組み込まれていることが多いが、この新交通システムではドア開方向保安や列車進行方向保安をATP（Automatic Train Protection）の一部とされ、それぞれ独立したシステムになっている[3]。
- ATO（Automatic Train Operation）は、自動運転システムであり、列車の出発、加減速制御、駅停止、ドア開閉など列車の自動運転制御を行うシステムである[3]。
- ATS（Automatic Train Supervision）は、運行管理システムであり、列車運行全体の監視，各種案内制御を行うシステムで、中央指令員の介入のためのマンマシンインタフェース機能と運行に関するログを記録する機能をもつ[3]。

### 香港国際空港新交通システム
香港国際空港の新交通システムである香港国際空港新交通システム（The Hong Kong International Airport Automated People Mover）でも、ATCのシステムはATP、ATO、ATSをサブシステムとするシステムとなっている。香港国際空港新交通システムのATCでは、ATPは車内信号現時方式でチェックイン・チェックアウト方式の信号保安機能、ATOは車上演算方式での自動運転や定位置停止機能、ATCは運行監視や運行記録を管理する機能をもつ。

### マカオAGTシステム
マカオAGTシステムは、全自動無人運転のゴムタイヤ車両を使用したマカオLRT（Macau Light Rapid Transit）のタイパ線（2019年供用開始）で使用されているシステムである。マカオAGTシステムは全自動無人運転の中量輸送システムで自動列車制御（ATC）信号システムが利用されている。自動列車制御システムの信号システムには無線式列車制御システム（Communications-Based Train Control-CBTC）が採用されており双方向で連続的な通信が可能な通信方式になっている。